# Élections fédérales canadiennes de 2025 au Québec
Les élections fédérales canadiennes de 2025 au Québec, comme dans le reste du Canada, ont lieu le 28 avril 2025, afin d'élire les 78 députés québécois de la 45e législature de la Chambre des communes du Canada.

## Résultats par parti

### Résultats généraux
| Parti                  | Parti                                        | Voix | %    | +/- | Sièges | +/-           |
| ---------------------- | -------------------------------------------- | ---- | ---- | --- | ------ | ------------- |
|                        | Parti libéral du Canada (PLC)                |      | 42,6 |     | 44     | 9             |
|                        | Bloc québécois (BQ)                          |      | 27,7 |     | 22     | 10            |
|                        | Parti conservateur du Canada (PCC)           |      | 23,3 |     | 11     | 1             |
|                        | Nouveau Parti démocratique (NPD)             |      | 4,5  |     | 1      | en stagnation |
|                        | Parti vert du Canada (PVC)                   |      | 0,9  |     | 0      | en stagnation |
|                        | Parti populaire du Canada (PPC)              |      | 0,8  |     | 0      | en stagnation |
|                        | Parti rhinocéros (Rhino)                     |      | 0,1  |     | 0      | en stagnation |
|                        | Parti marxiste-léniniste du Canada (PMLC)    |      | 0,0  |     | 0      | en stagnation |
|                        | Parti communiste du Canada (PCC)             |      | 0,0  |     | 0      | en stagnation |
|                        | Parti de l'héritage chrétien du Canada (PHC) |      | 0,0  |     | 0      | en stagnation |
|                        | Parti centriste                              |      | 0,0  | Nv. | 0      | en stagnation |
|                        | Indépendants                                 |      | 0,1  |     | 0      | en stagnation |
|                        |                                              |      |      |     |        |               |
| Suffrages exprimés     |                                              |      |      |     |        |               |
| Votes blancs ou nuls   |                                              |      |      |     |        |               |
| Total                  | Total                                        |      | 100  | -   | 78     | en stagnation |
| Abstention             |                                              |      |      |     |        |               |
| Inscrits/Participation |                                              |      |      |     |        |               |

## Députés élus par région
| Région                                  | Circonscription                                                                                                   | Député sortant           | Député sortant               | Député sortant           | Député élu | Député élu                   | Député élu |
| Région                                  | Circonscription                                                                                                   | Nom                      | Nom                          | Parti                    | Nom        | Nom                          | Parti      |
| --------------------------------------- | --- | ------------------------ | ---------------------------- | ------------------------ | ---------- | ---------------------------- | ---------- |
| Abitibi-Témiscamingue et Nord-du-Québec | Abitibi—Baie-James—Nunavik—Eeyou                                                                                  |                          | Sylvie Bérubé                | BQ                       |            | Mandy Gull-Masty             | PLC        |
| Abitibi-Témiscamingue et Nord-du-Québec | Abitibi—Témiscamingue                                                                                             |                          | Sébastien Lemire             | BQ                       |            | Sébastien Lemire             | BQ         |
| Bas-Saint-Laurent                       | Côte-du-Sud—Rivière-du-Loup—Kataskomiq—Témiscouata Montmagny—L'Islet—Kamouraska—Rivière-du-Loup                   |                          | Bernard Généreux             | PCC                      |            | Bernard Généreux             | PCC        |
| Bas-Saint-Laurent                       | Rimouski—La Matapédia Rimouski-Neigette—Témiscouata—Les Basques                                                   |                          | Maxime Blanchette-Joncas     | BQ                       |            | Maxime Blanchette-Joncas     | BQ         |
| Capitale-Nationale                      | Beauport—Limoilou                                                                                                 |                          | Julie Vignola                | BQ                       |            | Steeve Lavoie (en)           | PLC        |
| Capitale-Nationale                      | Charlesbourg—Haute-Saint-Charles                                                                                  |                          | Pierre Paul-Hus              | PCC                      |            | Pierre Paul-Hus              | PCC        |
| Capitale-Nationale                      | Louis-Hébert |                          | Joël Lightbound              | PLC                      |            | Joël Lightbound              | PLC        |
| Capitale-Nationale                      | Louis-Saint-Laurent—Akiawenhrahk Louis-Saint-Laurent                                                              |                          | Gérard Deltell               | PCC                      |            | Gérard Deltell               | PCC        |
| Capitale-Nationale                      | Montmorency—Charlevoix Beauport—Côte-de-Beaupré—Île d'Orléans—Charlevoix                                          |                          | Caroline Desbiens            | BQ                       |            | Gabriel Hardy (en)           | PCC        |
| Capitale-Nationale                      | Portneuf—Jacques-Cartier                                                                                          |                          | Joël Godin                   | PCC                      |            | Joël Godin                   | PCC        |
| Capitale-Nationale                      | Québec-Centre Québec                                                                                              |                          | Jean-Yves Duclos             | PLC                      |            | Jean-Yves Duclos             | PLC        |
| Centre-du-Québec                        | Bécancour—Nicolet—Saurel—Alnôbak Bécancour—Nicolet—Saurel                                                         |                          | Louis Plamondon              | BQ                       |            | Louis Plamondon              | BQ         |
| Centre-du-Québec                        | Drummond |                          | Martin Champoux              | BQ                       |            | Martin Champoux              | BQ         |
| Centre-du-Québec                        | Richmond—Arthabaska                                                                                               |                          | Alain Rayes                  | IND                      |            | Eric Lefebvre                | PCC        |
| Chaudière-Appalaches                    | Beauce |                          | Richard Lehoux*              | PCC                      |            | Jason Groleau (en)           | PCC        |
| Chaudière-Appalaches                    | Bellechasse—Les Etchemins—Lévis                                                                                   |                          | Dominique Vien               | PCC                      |            | Dominique Vien               | PCC        |
| Chaudière-Appalaches                    | Lévis—Lotbinière                                                                                                  |                          | Jacques Gourde               | PCC                      |            | Jacques Gourde               | PCC        |
| Chaudière-Appalaches                    | Mégantic—L'Érable—Lotbinière Mégantic—L'Érable                                                                    |                          | Luc Berthold                 | PCC                      |            | Luc Berthold                 | PCC        |
| Côte-Nord                               | Côte-Nord—Kawawachikamach—Nitassinan Manicouagan                                                                  |                          | Marilène Gill                | BQ                       |            | Marilène Gill                | BQ         |
| Estrie                                  | Brome—Missisquoi                                                                                                  |                          | Pascale St-Onge*             | PLC                      |            | Louis Villeneuve (en)        | PLC        |
| Estrie                                  | Compton—Stanstead                                                                                                 |                          | Marie-Claude Bibeau*         | PLC                      |            | Marianne Dandurand           | PLC        |
| Estrie                                  | Shefford |                          | Andréanne Larouche           | BQ                       |            | Andréanne Larouche           | BQ         |
| Estrie                                  | Sherbrooke |                          | Élisabeth Brière             | PLC                      |            | Élisabeth Brière             | PLC        |
| Gaspésie– Îles-de-la-Madeleine          | Gaspésie—Les Îles-de-la-Madeleine—Listuguj Avignon—La Mitis—Matane—Matapédia et Gaspésie–Les Îles-de-la-Madeleine |                          | Kristina Michaud*            | BQ                       |            | Alexis Deschênes             | BQ         |
| Gaspésie– Îles-de-la-Madeleine          | Gaspésie—Les Îles-de-la-Madeleine—Listuguj Avignon—La Mitis—Matane—Matapédia et Gaspésie–Les Îles-de-la-Madeleine |                          | Diane Lebouthillier          | PLC                      |            | Alexis Deschênes             | BQ         |
| Lanaudière                              | Joliette—Manawan Joliette                                                                                         |                          | Gabriel Ste-Marie            | BQ                       |            | Gabriel Ste-Marie            | BQ         |
| Lanaudière                              | Montcalm |                          | Luc Thériault                | BQ                       |            | Luc Thériault                | BQ         |
| Lanaudière                              | Repentigny |                          | Monique Pauzé*               | BQ                       |            | Patrick Bonin                | BQ         |
| Lanaudière                              | Terrebonne |                          | Nathalie Sinclair Desgagné   | BQ                       |            | Tatiana Auguste              | PLC        |
| Laurentides                             | Laurentides—Labelle                                                                                               |                          | Marie-Hélène Gaudreau        | BQ                       |            | Marie-Hélène Gaudreau        | BQ         |
| Laurentides                             | Mirabel |                          | Jean-Denis Garon             | BQ                       |            | Jean-Denis Garon             | BQ         |
| Laurentides                             | Les Pays-d'en-Haut                                                                                                | Nouvelle circonscription | Nouvelle circonscription     | Nouvelle circonscription |            | Tim Watchorn (en)            | PLC        |
| Laurentides                             | Rivière-des-Mille-Îles                                                                                            |                          | Luc Desilets                 | BQ                       |            | Linda Lapointe               | PLC        |
| Laurentides                             | Rivière-du-Nord                                                                                                   |                          | Rhéal Fortin                 | BQ                       |            | Rhéal Fortin                 | BQ         |
| Laurentides                             | Thérèse-De Blainville                                                                                             |                          | Louise Chabot*               | BQ                       |            | Madeleine Chenette (en)      | PLC        |
| Laval                                   | Alfred-Pellan |                          | Angelo Iacono                | PLC                      |            | Angelo Iacono                | PLC        |
| Laval                                   | Laval—Les Îles |                          | Fayçal El-Khoury             | PLC                      |            | Fayçal El-Khoury             | PLC        |
| Laval                                   | Marc-Aurèle-Fortin                                                                                                |                          | Yves Robillard*              | PLC                      |            | Carlos Leitão                | PLC        |
| Laval                                   | Vimy |                          | Annie Koutrakis              | PLC                      |            | Annie Koutrakis              | PLC        |
| Mauricie                                | Berthier—Maskinongé                                                                                               |                          | Yves Perron                  | BQ                       |            | Yves Perron                  | BQ         |
| Mauricie                                | Saint-Maurice—Champlain                                                                                           |                          | François-Philippe Champagne  | PLC                      |            | François-Philippe Champagne  | PLC        |
| Mauricie                                | Trois-Rivières |                          | René Villemure               | BQ                       |            | Caroline Desrochers (en)     | PLC        |
| Montérégie                              | Beauharnois—Salaberry—Soulanges—Huntingdon Salaberry—Suroît                                                       |                          | Claude DeBellefeuille        | BQ                       |            | Claude DeBellefeuille        | BQ         |
| Montérégie                              | Belœil—Chambly |                          | Yves-François Blanchet       | BQ                       |            | Yves-François Blanchet       | BQ         |
| Montérégie                              | Brossard—Saint-Lambert                                                                                            |                          | Alexandra Mendès             | PLC                      |            | Alexandra Mendès             | PLC        |
| Montérégie                              | Châteauguay—Les Jardins-de-Napierville Châteauguay—Lacolle                                                        |                          | Brenda Shanahan*             | PLC                      |            | Nathalie Provost             | PLC        |
| Montérégie                              | La Prairie—Atateken La Prairie                                                                                    |                          | Alain Therrien               | BQ                       |            | Jacques Ramsay (en)          | PLC        |
| Montérégie                              | Longueuil—Charles-LeMoyne                                                                                         |                          | Sherry Romanado              | PLC                      |            | Sherry Romanado              | PLC        |
| Montérégie                              | Longueuil—Saint-Hubert                                                                                            |                          | Denis Trudel                 | BQ                       |            | Natilien Joseph (en)         | PLC        |
| Montérégie                              | Mont-Saint-Bruno—L'Acadie Montarville                                                                             |                          | Stéphane Bergeron*           | BQ                       |            | Bienvenu-Olivier Ntumba (en) | PLC        |
| Montérégie                              | Pierre-Boucher—Les Patriotes—Verchères                                                                            |                          | Xavier Barsalou-Duval        | BQ                       |            | Xavier Barsalou-Duval        | BQ         |
| Montérégie                              | Saint-Hyacinthe—Bagot—Acton Saint-Hyacinthe—Bagot                                                                 |                          | Simon-Pierre Savard-Tremblay | BQ                       |            | Simon-Pierre Savard-Tremblay | BQ         |
| Montérégie                              | Saint-Jean |                          | Christine Normandin          | BQ                       |            | Christine Normandin          | BQ         |
| Montérégie                              | Vaudreuil Vaudreuil-Soulanges                                                                                     |                          | Peter Schiefke               | PLC                      |            | Peter Schiefke               | PLC        |
| Montréal                                | Ahuntsic-Cartierville                                                                                             |                          | Mélanie Joly                 | PLC                      |            | Mélanie Joly                 | PLC        |
| Montréal                                | Bourassa |                          | Emmanuel Dubourg*            | PLC                      |            | Abdelhaq Sari                | PLC        |
| Montréal                                | Dorval—Lachine—LaSalle                                                                                            |                          | Anju Dhillon                 | PLC                      |            | Anju Dhillon                 | PLC        |
| Montréal                                | Hochelaga—Rosemont-Est Hochelaga                                                                                  |                          | Soraya Martinez Ferrada*     | PLC                      |            | Marie-Gabrielle Ménard       | PLC        |
| Montréal                                | Honoré-Mercier |                          | Pablo Rodriguez              | PLC                      |            | Eric St-Pierre (en)          | PLC        |
| Montréal                                | La Pointe-de-l'Île                                                                                                |                          | Mario Beaulieu               | BQ                       |            | Mario Beaulieu               | BQ         |
| Montréal                                | Lac-Saint-Louis                                                                                                   |                          | Francis Scarpaleggia         | PLC                      |            | Francis Scarpaleggia         | PLC        |
| Montréal                                | LaSalle—Émard—Verdun                                                                                              |                          | Louis-Philippe Sauvé         | BQ                       |            | Claude Guay (en)             | PLC        |
| Montréal                                | Laurier—Sainte-Marie                                                                                              |                          | Steven Guilbeault            | PLC                      |            | Steven Guilbeault            | PLC        |
| Montréal                                | Mont-Royal |                          | Anthony Housefather          | PLC                      |            | Anthony Housefather          | PLC        |
| Montréal                                | Notre-Dame-de-Grâce—Westmount                                                                                     |                          | Anna Gainey                  | PLC                      |            | Anna Gainey                  | PLC        |
| Montréal                                | Outremont |                          | Rachel Bendayan              | PLC                      |            | Rachel Bendayan              | PLC        |
| Montréal                                | Papineau |                          | Justin Trudeau*              | PLC                      |            | Marjorie Michel              | PLC        |
| Montréal                                | Pierrefonds—Dollard                                                                                               |                          | Sameer Zuberi                | PLC                      |            | Sameer Zuberi                | PLC        |
| Montréal                                | Rosemont—La Petite-Patrie                                                                                         |                          | Alexandre Boulerice          | NPD                      |            | Alexandre Boulerice          | NPD        |
| Montréal                                | Saint-Laurent |                          | Emmanuella Lambropoulos      | PLC                      |            | Emmanuella Lambropoulos      | PLC        |
| Montréal                                | Saint-Léonard—Saint-Michel                                                                                        |                          | Patricia Lattanzio           | PLC                      |            | Patricia Lattanzio           | PLC        |
| Montréal                                | Ville-Marie—Le Sud-Ouest—Île-des-Sœurs                                                                            |                          | Marc Miller                  | PLC                      |            | Marc Miller                  | PLC        |
| Outaouais                               | Argenteuil—La Petite-Nation                                                                                       |                          | Stéphane Lauzon              | PLC                      |            | Stéphane Lauzon              | PLC        |
| Outaouais                               | Gatineau |                          | Steven MacKinnon             | PLC                      |            | Steven MacKinnon             | PLC        |
| Outaouais                               | Hull—Aylmer |                          | Greg Fergus                  | PLC                      |            | Greg Fergus                  | PLC        |
| Outaouais                               | Pontiac—Kitigan Zibi Pontiac                                                                                      |                          | Sophie Chatel                | PLC                      |            | Sophie Chatel                | PLC        |
| Saguenay–Lac-Saint-Jean                 | Chicoutimi—Le Fjord                                                                                               |                          | Richard Martel               | PCC                      |            | Richard Martel               | PCC        |
| Saguenay–Lac-Saint-Jean                 | Jonquière |                          | Mario Simard                 | BQ                       |            | Mario Simard                 | BQ         |
| Saguenay–Lac-Saint-Jean                 | Lac-Saint-Jean |                          | Alexis Brunelle-Duceppe      | BQ                       |            | Alexis Brunelle-Duceppe      | BQ         |
| * député ne se représentant pas         | |                          |                              |                          |            |                              |            |

## Par circonscriptions

### Abitibi-TémiscamingueetNord-du-Québec

#### Abitibi—Baie-James—Nunavik—Eeyou
| Parti                  | Parti                  | Candidat                | Votes  | %     | +/-   | Maj.  |
| ---------------------- | ---------------------- | ----------------------- | ------ | ----- | ----- | ----- |
|                        | Libéral                | Mandy Gull-Masty        | 12 578 | 41,16 | 15,19 | 2 197 |
|                        | Bloc québécois         | Sylvie Bérubé           | 10 381 | 33,97 | 3,95  |       |
|                        | Conservateur           | Steve Corriveau         | 6 850  | 22,41 | 6,56  |       |
|                        | NPD                    | Thai Dillon Higashihara | 752    | 2,46  | 9,23  |       |
|                        |                        |                         |        |       |       |       |
| Votes valides          | Votes valides          | Votes valides           | 30 561 | 97,61 |       |       |
| Bulletins nuls         | Bulletins nuls         | Bulletins nuls          | 747    | 2,39  |       |       |
| Total                  | Total                  | Total                   | 31 308 | 100   |       |       |
| Abstention             | Abstention             | Abstention              | 34 525 | 52,44 |       |       |
| Inscrits/Participation | Inscrits/Participation | Inscrits/Participation  | 65 833 | 47,56 |       |       |

#### Abitibi—Témiscamingue
| Parti                  | Parti                  | Candidat                | Votes  | %     | +/-  | Maj.   |
| ---------------------- | ---------------------- | ----------------------- | ------ | ----- | ---- | ------ |
|                        | Bloc québécois         | Sébastien Lemire        | 24 774 | 49,43 | 1,18 | 11 223 |
|                        | Libéral                | Jonathan Andresen       | 13 551 | 27,04 | 2,93 |        |
|                        | Conservateur           | Steve Tardif            | 9 861  | 19,68 | 7,99 |        |
|                        | NPD                    | Jérémie Juneau          | 1 480  | 2,95  | 3,17 |        |
|                        | Rhinocéros             | Vincent Palin-Bussières | 449    | 0,90  | 0,3  |        |
|                        |                        |                         |        |       |      |        |
| Votes valides          | Votes valides          | Votes valides           | 50 115 | 98,33 |      |        |
| Bulletins nuls         | Bulletins nuls         | Bulletins nuls          | 851    | 1,67  |      |        |
| Total                  | Total                  | Total                   | 50 966 | 100   |      |        |
| Abstention             | Abstention             | Abstention              | 31 029 | 37,84 |      |        |
| Inscrits/Participation | Inscrits/Participation | Inscrits/Participation  | 81 995 | 62,16 |      |        |

### Bas-Saint-Laurent

#### Côte-du-Sud—Rivière-du-Loup—Kataskomiq—Témiscouata
| Parti                  | Parti                  | Candidat                | Votes  | %     | +/-   | Maj.  |
| ---------------------- | ---------------------- | ----------------------- | ------ | ----- | ----- | ----- |
|                        | Conservateur           | Bernard Généreux        | 28 873 | 45,84 | 4,6   | 9 776 |
|                        | Libéral                | Rémi Massé              | 19 097 | 30,32 | 12,83 |       |
|                        | Bloc québécois         | Diane Sénécal           | 12 598 | 20,00 | 6,25  |       |
|                        | NPD                    | Iseult L'Heureux-Hubert | 1 072  | 1,70  | 1,64  |       |
|                        | Vert                   | Alexie Plourde          | 682    | 1,08  | Abs.  |       |
|                        | Parti populaire        | Jean-François Morin     | 464    | 0,74  | Abs.  |       |
|                        | Rhinocéros             | Thibaud Mony            | 206    | 0,33  | 0,23  |       |
|                        |                        |                         |        |       |       |       |
| Votes valides          | Votes valides          | Votes valides           | 62 992 | 98,49 |       |       |
| Bulletins nuls         | Bulletins nuls         | Bulletins nuls          | 967    | 1,51  |       |       |
| Total                  | Total                  | Total                   | 63 959 | 100   |       |       |
| Abstention             | Abstention             | Abstention              | 31 786 | 33,20 |       |       |
| Inscrits/Participation | Inscrits/Participation | Inscrits/Participation  | 95 745 | 66,80 |       |       |

#### Rimouski—La Matapédia
| Parti                  | Parti           | Candidat                 | Votes | %   | +/-     | Maj. |
| ---------------------- | --------------- | ------------------------ | ----- | --- | ------- | ---- |
|                        | Libéral         | Alexander Reford         |       |     |         |      |
|                        | Bloc québécois  | Maxime Blanchette-Joncas |       |     |         |      |
|                        | Conservateur    | Nancy Joannette          |       |     |         |      |
|                        | NPD             | Salomé Salvain           |       |     |         |      |
|                        | Parti populaire | Taraneh Javanbakht       |       |     |         |      |
|                        | Rhinocéros      | Lysane Picker-Martin     |       |     |         |      |
|                        | Indépendant     | Raphaël Arsenault        |       |     | -       |      |
|                        | Indépendant     | Noémi Bureau-Civil       |       |     | [ n 5 ] |      |
|                        | Indépendant     | Tommy Lefebvre           |       |     | -       |      |
|                        |                 |                          |       |     |         |      |
| Votes valides          |                 |                          |       |     |         |      |
| Bulletins nuls         |                 |                          |       |     |         |      |
| Total                  | Total           | Total                    |       | 100 |         |      |
| Abstention             |                 |                          |       |     |         |      |
| Inscrits/Participation |                 |                          |       |     |         |      |

### Capitale-Nationale
| Parti                  | Parti                  | Candidat               | Votes  | %     | +/-   | Maj.  |
| ---------------------- | ---------------------- | ---------------------- | ------ | ----- | ----- | ----- |
|                        | Libéral                | Steeve Lavoie          | 21 858 | 35,59 | 10,14 | 3 366 |
|                        | Conservateur           | Hugo Langlois          | 18 492 | 30,11 | 0,99  |       |
|                        | Bloc québécois         | Julie Vignola          | 17 558 | 28,59 | 2,55  |       |
|                        | NPD                    | Raymond Côté           | 2 095  | 3,41  | 7,02  |       |
|                        | Vert                   | Dalila Elhak           | 924    | 1,50  | 0,61  |       |
|                        | Parti populaire        | Andrée Massicotte      | 396    | 0,64  | Abs.  |       |
|                        | Marxiste-léniniste     | Claude Moreau          | 95     | 0,15  | 0,09  |       |
|                        |                        |                        |        |       |       |       |
| Votes valides          | Votes valides          | Votes valides          | 61 418 | 98,49 |       |       |
| Bulletins nuls         | Bulletins nuls         | Bulletins nuls         | 939    | 1,51  |       |       |
| Total                  | Total                  | Total                  | 62 357 | 100   |       |       |
| Abstention             | Abstention             | Abstention             | 28 113 | 31,07 |       |       |
| Inscrits/Participation | Inscrits/Participation | Inscrits/Participation | 90 470 | 68,93 |       |       |

| Parti                  | Parti                  | Candidat                 | Votes  | %     | +/-   | Maj.  |
| ---------------------- | ---------------------- | ------------------------ | ------ | ----- | ----- | ----- |
|                        | Conservateur           | Pierre Paul-Hus          | 27 698 | 42,44 | 2,24  | 5 101 |
|                        | Libéral                | Louis Bellemare          | 22 597 | 34,62 | 14,87 |       |
|                        | Bloc québécois         | Bladimir Laborit Infante | 12 346 | 18,92 | 5,91  |       |
|                        | NPD                    | Dominique Harrisson      | 1 752  | 2,68  | 3,33  |       |
|                        | Parti populaire        | Paul Cyr                 | 516    | 0,79  | 1,47  |       |
|                        | Indépendant            | Danick Bisson            | 357    | 0,55  | -     |       |
|                        |                        |                          |        |       |       |       |
| Votes valides          | Votes valides          | Votes valides            | 65 266 | 98,58 |       |       |
| Bulletins nuls         | Bulletins nuls         | Bulletins nuls           | 937    | 1,42  |       |       |
| Total                  | Total                  | Total                    | 66 203 | 100   |       |       |
| Abstention             | Abstention             | Abstention               | 24 387 | 26,92 |       |       |
| Inscrits/Participation | Inscrits/Participation | Inscrits/Participation   | 90 590 | 73,08 |       |       |

| Parti                  | Parti                  | Candidat                 | Votes  | %     | +/-   | Maj.   |
| ---------------------- | ---------------------- | ------------------------ | ------ | ----- | ----- | ------ |
|                        | Libéral                | Joël Lightbound          | 33 512 | 55,44 | 17,09 | 20 615 |
|                        | Bloc québécois         | Valérie Savard           | 12 897 | 21,34 | 5,83  |        |
|                        | Conservateur           | Claude Dussault          | 12 164 | 20,12 | 3,85  |        |
|                        | NPD                    | Jean-Paul Lussiaà-Berdou | 1 540  | 2,55  | 4,7   |        |
|                        | Parti populaire        | Vatthana Maholy          | 332    | 0,55  | Abs.  |        |
|                        |                        |                          |        |       |       |        |
| Votes valides          | Votes valides          | Votes valides            | 60 445 | 98,80 |       |        |
| Bulletins nuls         | Bulletins nuls         | Bulletins nuls           | 729    | 1,20  |       |        |
| Total                  | Total                  | Total                    | 61 174 | 100   |       |        |
| Abstention             | Abstention             | Abstention               | 18 328 | 23,05 |       |        |
| Inscrits/Participation | Inscrits/Participation | Inscrits/Participation   | 79 502 | 76,95 |       |        |

| Parti                  | Parti                  | Candidat               | Votes  | %     | +/-   | Maj.  |
| ---------------------- | ---------------------- | ---------------------- | ------ | ----- | ----- | ----- |
|                        | Conservateur           | Gérard Deltell         | 29 525 | 44,86 | 6,78  | 7 832 |
|                        | Libéral                | Rhode-Malaure Pierre   | 21 693 | 32,96 | 15,44 |       |
|                        | Bloc québécois         | Martin Trudel          | 12 465 | 18,94 | 1,45  |       |
|                        | NPD                    | Colette Ducharme       | 1 607  | 2,44  | 2,82  |       |
|                        | Parti populaire        | Anthony Leclerc        | 527    | 0,80  | 1,29  |       |
|                        |                        |                        |        |       |       |       |
| Votes valides          | Votes valides          | Votes valides          | 65 817 | 98,61 |       |       |
| Bulletins nuls         | Bulletins nuls         | Bulletins nuls         | 928    | 1,39  |       |       |
| Total                  | Total                  | Total                  | 66 745 | 100   |       |       |
| Abstention             | Abstention             | Abstention             | 24 942 | 27,20 |       |       |
| Inscrits/Participation | Inscrits/Participation | Inscrits/Participation | 91 687 | 72,80 |       |       |

| Parti                  | Parti           | Candidat                | Votes | %   | +/- | Maj. |
| ---------------------- | --------------- | ----------------------- | ----- | --- | --- | ---- |
|                        | Libéral         | Alex Ouellet-Bélanger   |       |     |     |      |
|                        | Bloc québécois  | Caroline Desbiens       |       |     |     |      |
|                        | Conservateur    | Gabriel Hardy           |       |     |     |      |
|                        | NPD             | Gérard Briand           |       |     |     |      |
|                        | Vert            | Élie Prud'homme-Tessier |       |     |     |      |
|                        | Parti populaire | Bart Cortenbach         |       |     |     |      |
|                        |                 |                         |       |     |     |      |
| Votes valides          |                 |                         |       |     |     |      |
| Bulletins nuls         |                 |                         |       |     |     |      |
| Total                  | Total           | Total                   |       | 100 |     |      |
| Abstention             |                 |                         |       |     |     |      |
| Inscrits/Participation |                 |                         |       |     |     |      |

| Parti                  | Parti                  | Candidat               | Votes  | %     | +/-   | Maj.   |
| ---------------------- | ---------------------- | ---------------------- | ------ | ----- | ----- | ------ |
|                        | Conservateur           | Joël Godin             | 32 184 | 49,56 | 2,05  | 13 319 |
|                        | Libéral                | Antonin Leroux         | 18 865 | 29,05 | 13,61 |        |
|                        | Bloc québécois         | Christian Hébert       | 11 606 | 17,67 | 6,14  |        |
|                        | NPD                    | Félix Couture          | 1 034  | 1,59  | 3,35  |        |
|                        | Vert                   | Johann Queffelec       | 728    | 1,12  | Abs.  |        |
|                        | Parti populaire        | Simon Frenette         | 524    | 0,81  | 1,67  |        |
|                        |                        |                        |        |       |       |        |
| Votes valides          | Votes valides          | Votes valides          | 64 941 | 98,88 |       |        |
| Bulletins nuls         | Bulletins nuls         | Bulletins nuls         | 734    | 1,12  |       |        |
| Total                  | Total                  | Total                  | 65 675 | 100   |       |        |
| Abstention             | Abstention             | Abstention             | 22 563 | 25,57 |       |        |
| Inscrits/Participation | Inscrits/Participation | Inscrits/Participation | 88 236 | 74,43 |       |        |

#### Québec-Centre
| Parti                  | Parti                  | Candidat               | Votes  | %     | +/-   | Maj.  |
| ---------------------- | ---------------------- | ---------------------- | ------ | ----- | ----- | ----- |
|                        | Libéral                | Jean-Yves Duclos       | 27 880 | 49,50 | 14,08 | 7 677 |
|                        | Bloc québécois         | Simon Bérubé           | 20 203 | 35,87 | 6,91  |       |
|                        | NPD                    | Tommy Bureau           | 4 400  | 7,81  | 5,18  |       |
|                        | Parti populaire        | Daniel Brisson         | 2 818  | 5,00  | 3,33  |       |
|                        | Indépendant            | Patrick Kerr           | 1 018  | 1,81  | -     |       |
|                        |                        |                        |        |       |       |       |
| Votes valides          | Votes valides          | Votes valides          | 56 319 | 96,93 |       |       |
| Bulletins nuls         | Bulletins nuls         | Bulletins nuls         | 1 782  | 3,07  |       |       |
| Total                  | Total                  | Total                  | 58 101 | 100   |       |       |
| Abstention             | Abstention             | Abstention             | 24 452 | 29,62 |       |       |
| Inscrits/Participation | Inscrits/Participation | Inscrits/Participation | 82 553 | 70,38 |       |       |

### Centre-du-Québec

#### Bécancour—Nicolet—Saurel—Alnôbak
| Parti                  | Parti                  | Candidat               | Votes  | %     | +/-   | Maj.   |
| ---------------------- | ---------------------- | ---------------------- | ------ | ----- | ----- | ------ |
|                        | Bloc québécois         | Louis Plamondon        | 25 506 | 46,96 | 7,84  | 10 693 |
|                        | Libéral                | Pierre Tousignant      | 14 813 | 27,27 | 10,37 |        |
|                        | Conservateur           | Michel Plourde         | 11 717 | 21,57 | 4,76  |        |
|                        | NPD                    | Tommy Gagnon           | 1 112  | 2,05  | 3,05  |        |
|                        | Vert                   | Yanick Lapierre        | 738    | 1,36  | 0,18  |        |
|                        | Parti populaire        | Lara Stillo            | 432    | 0,80  | 1,63  |        |
|                        |                        |                        |        |       |       |        |
| Votes valides          | Votes valides          | Votes valides          | 54 318 | 98,24 |       |        |
| Bulletins nuls         | Bulletins nuls         | Bulletins nuls         | 973    | 1,76  |       |        |
| Total                  | Total                  | Total                  | 55 291 | 100   |       |        |
| Abstention             | Abstention             | Abstention             | 26 845 | 32,68 |       |        |
| Inscrits/Participation | Inscrits/Participation | Inscrits/Participation | 82 136 | 67,32 |       |        |

#### Drummond
| Parti                  | Parti                  | Candidat               | Votes  | %     | +/-  | Maj.  |
| ---------------------- | ---------------------- | ---------------------- | ------ | ----- | ---- | ----- |
|                        | Bloc québécois         | Martin Champoux        | 24 071 | 42,80 | 3,82 | 8 073 |
|                        | Libéral                | Ghada Jerbi            | 15 998 | 28,45 | 9,67 |       |
|                        | Conservateur           | François Fréchette     | 12 790 | 22,74 | 4,81 |       |
|                        | NPD                    | François Choquette     | 2 607  | 4,64  | 6,51 |       |
|                        | Parti populaire        | William Trottier       | 773    | 1,37  | Abs. |       |
|                        |                        |                        |        |       |      |       |
| Votes valides          | Votes valides          | Votes valides          | 56 239 | 98,09 |      |       |
| Bulletins nuls         | Bulletins nuls         | Bulletins nuls         | 1 095  | 1,91  |      |       |
| Total                  | Total                  | Total                  | 57 334 | 100   |      |       |
| Abstention             | Abstention             | Abstention             | 30 751 | 34,91 |      |       |
| Inscrits/Participation | Inscrits/Participation | Inscrits/Participation | 88 085 | 65,09 |      |       |

#### Richmond—Arthabaska
| Parti                  | Parti                  | Candidat               | Votes  | %     | +/-   | Maj.  |
| ---------------------- | ---------------------- | ---------------------- | ------ | ----- | ----- | ----- |
|                        | Conservateur           | Eric Lefebvre          | 22 206 | 35,50 | 14,38 | 1 577 |
|                        | Libéral                | Alain Saint-Pierre     | 20 629 | 32,98 | 18,03 |       |
|                        | Bloc québécois         | Daniel Lebel           | 17 095 | 27,33 | 2,57  |       |
|                        | NPD                    | Nataël Bureau          | 1 248  | 2,00  | 2,46  |       |
|                        | Parti populaire        | Philippe D'Arcangeli   | 707    | 1,13  | 2,47  |       |
|                        | Rhinocéros             | Réal Batrhino Martel   | 438    | 0,70  | 0,08  |       |
|                        | Indépendant            | Henri Donascimento     | 223    | 0,36  | -     |       |
|                        |                        |                        |        |       |       |       |
| Votes valides          | Votes valides          | Votes valides          | 62 546 | 98,15 |       |       |
| Bulletins nuls         | Bulletins nuls         | Bulletins nuls         | 1 177  | 1,85  |       |       |
| Total                  | Total                  | Total                  | 63 723 | 100   |       |       |
| Abstention             | Abstention             | Abstention             | 26 858 | 29,65 |       |       |
| Inscrits/Participation | Inscrits/Participation | Inscrits/Participation | 90 581 | 70,35 |       |       |

### Chaudière-Appalaches
| Parti                  | Parti                  | Candidat                   | Votes  | %     | +/-   | Maj.   |
| ---------------------- | ---------------------- | -------------------------- | ------ | ----- | ----- | ------ |
|                        | Conservateur           | Jason Groleau              | 37 604 | 59,71 | 11,42 | 25 547 |
|                        | Libéral                | Maryelle-Henriette Doumbia | 12 057 | 19,14 | 6,82  |        |
|                        | Bloc québécois         | Gaétan Mathieu             | 8 595  | 13,65 | 1,52  |        |
|                        | Parti populaire        | Maxime Bernier             | 3 626  | 5,76  | 12,43 |        |
|                        | NPD                    | Annabelle Lafond-Poirier   | 1 100  | 1,75  | 1,15  |        |
|                        |                        |                            |        |       |       |        |
| Votes valides          | Votes valides          | Votes valides              | 62 982 | 98,49 |       |        |
| Bulletins nuls         | Bulletins nuls         | Bulletins nuls             | 963    | 1,51  |       |        |
| Total                  | Total                  | Total                      | 63 945 | 100   |       |        |
| Abstention             | Abstention             | Abstention                 | 24 943 | 28,06 |       |        |
| Inscrits/Participation | Inscrits/Participation | Inscrits/Participation     | 88 888 | 71,94 |       |        |

| Parti                  | Parti           | Candidat                       | Votes | %   | +/-  | Maj. |
| ---------------------- | --------------- | ------------------------------ | ----- | --- | ---- | ---- |
|                        | Libéral         | Glenn O'Farrell                |       |     |      |      |
|                        | Bloc québécois  | Gaby Breton                    |       |     |      |      |
|                        | Conservateur    | Dominique Vien                 |       |     |      |      |
|                        | NPD             | Marie-Philippe Gagnon Gauthier |       |     |      |      |
|                        | Parti populaire | Mario Fréchette                |       |     | Abs. |      |
|                        |                 |                                |       |     |      |      |
| Votes valides          |                 |                                |       |     |      |      |
| Bulletins nuls         |                 |                                |       |     |      |      |
| Total                  | Total           | Total                          |       | 100 |      |      |
| Abstention             |                 |                                |       |     |      |      |
| Inscrits/Participation |                 |                                |       |     |      |      |

| Parti                  | Parti           | Candidat         | Votes | %   | +/- | Maj. |
| ---------------------- | --------------- | ---------------- | ----- | --- | --- | ---- |
|                        | Libéral         | Ghislain Daigle  |       |     |     |      |
|                        | Bloc québécois  | Pierre Julien    |       |     |     |      |
|                        | Conservateur    | Jacques Gourde   |       |     |     |      |
|                        | NPD             | Molly Cornish    |       |     |     |      |
|                        | Parti populaire | Pier-Olivier Roy |       |     |     |      |
|                        |                 |                  |       |     |     |      |
| Votes valides          |                 |                  |       |     |     |      |
| Bulletins nuls         |                 |                  |       |     |     |      |
| Total                  | Total           | Total            |       | 100 |     |      |
| Abstention             |                 |                  |       |     |     |      |
| Inscrits/Participation |                 |                  |       |     |     |      |

| Parti                  | Parti             | Candidat         | Votes | %   | +/- | Maj. |
| ---------------------- | ----------------- | ---------------- | ----- | --- | --- | ---- |
|                        | Libéral           | Charles Mckaig   |       |     |     |      |
|                        | Bloc québécois    | Réjean Hurteau   |       |     |     |      |
|                        | Conservateur      | Luc Berthold     |       |     |     |      |
|                        | NPD               | Gabriel D'Astous |       |     |     |      |
|                        | Parti populaire   | Marek Spacek     |       |     |     |      |
|                        | Héritage chrétien | Yves Gilbert     |       |     | Nv. |      |
|                        |                   |                  |       |     |     |      |
| Votes valides          |                   |                  |       |     |     |      |
| Bulletins nuls         |                   |                  |       |     |     |      |
| Total                  | Total             | Total            |       | 100 |     |      |
| Abstention             |                   |                  |       |     |     |      |
| Inscrits/Participation |                   |                  |       |     |     |      |

### Côte-Nord

#### Côte-Nord—Kawawachikamach—Nitassinan
| Parti                  | Parti                  | Candidat               | Votes  | %     | +/-  | Maj.  |
| ---------------------- | ---------------------- | ---------------------- | ------ | ----- | ---- | ----- |
|                        | Bloc québécois         | Marilène Gill          | 16 243 | 43,68 | 8,95 | 6 058 |
|                        | Libéral                | Kevin Coutu            | 10 185 | 27,39 | 8,69 |       |
|                        | Conservateur           | Mélanie Dorion         | 9 365  | 25,19 | 3,36 |       |
|                        | NPD                    | Marika Lalime          | 640    | 1,72  | 2,59 |       |
|                        | Rhinocéros             | Sébastien Beaulieu     | 557    | 1,50  | Nv.  |       |
|                        | Aucune appartenance    | Gilles Babin           | 193    | 0,52  | -    |       |
|                        |                        |                        |        |       |      |       |
| Votes valides          | Votes valides          | Votes valides          | 37 183 | 98,58 |      |       |
| Bulletins nuls         | Bulletins nuls         | Bulletins nuls         | 535    | 1,42  |      |       |
| Total                  | Total                  | Total                  | 37 718 | 100   |      |       |
| Abstention             | Abstention             | Abstention             | 33 531 | 47,06 |      |       |
| Inscrits/Participation | Inscrits/Participation | Inscrits/Participation | 71 249 | 52,94 |      |       |

### Estrie
| Parti                  | Parti                  | Candidat               | Votes   | %     | +/-  | Maj.   |
| ---------------------- | ---------------------- | ---------------------- | ------- | ----- | ---- | ------ |
|                        | Libéral                | Louis Villeneuve       | 34 727  | 48,26 | 13,3 | 14 545 |
|                        | Bloc québécois         | Jeff Boudreault        | 20 182  | 28,05 | 6,59 |        |
|                        | Conservateur           | Steve Charbonneau      | 13 743  | 19,10 | 2,9  |        |
|                        | NPD                    | Zoé Larose             | 1 600   | 2,22  | 4,01 |        |
|                        | Vert                   | Michelle Corcos        | 1 139   | 1,58  | 0,8  |        |
|                        | Parti populaire        | Jack McLeod            | 561     | 0,78  | Abs. |        |
|                        |                        |                        |         |       |      |        |
| Votes valides          | Votes valides          | Votes valides          | 71 952  | 98,78 |      |        |
| Bulletins nuls         | Bulletins nuls         | Bulletins nuls         | 888     | 1,22  |      |        |
| Total                  | Total                  | Total                  | 72 840  | 100   |      |        |
| Abstention             | Abstention             | Abstention             | 27 687  | 27,54 |      |        |
| Inscrits/Participation | Inscrits/Participation | Inscrits/Participation | 100 527 | 72,46 |      |        |

| Parti                  | Parti                  | Candidat               | Votes  | %     | +/-  | Maj.   |
| ---------------------- | ---------------------- | ---------------------- | ------ | ----- | ---- | ------ |
|                        | Libéral                | Marianne Dandurand     | 29 951 | 45,64 | 8,98 | 12 646 |
|                        | Bloc québécois         | Nathalie Bresse        | 17 305 | 26,37 | 4,22 |        |
|                        | Conservateur           | Jacques Painchaud      | 14 292 | 21,78 | 4,33 |        |
|                        | NPD                    | Valérie Laliberté      | 2 124  | 3,24  | 4,18 |        |
|                        | Vert                   | Sébastien Tremblay     | 1 161  | 1,77  | 1,04 |        |
|                        | Parti populaire        | Paul Lehmann           | 787    | 1,20  | 2,55 |        |
|                        |                        |                        |        |       |      |        |
| Votes valides          | Votes valides          | Votes valides          | 65 620 | 98,72 |      |        |
| Bulletins nuls         | Bulletins nuls         | Bulletins nuls         | 849    | 1,28  |      |        |
| Total                  | Total                  | Total                  | 66 469 | 100   |      |        |
| Abstention             | Abstention             | Abstention             | 26 082 | 28,18 |      |        |
| Inscrits/Participation | Inscrits/Participation | Inscrits/Participation | 92 551 | 71,82 |      |        |

| Parti                  | Parti           | Candidat           | Votes | %   | +/- | Maj. |
| ---------------------- | --------------- | ------------------ | ----- | --- | --- | ---- |
|                        | Libéral         | Felix Dionne       |       |     |     |      |
|                        | Bloc québécois  | Andréanne Larouche |       |     |     |      |
|                        | Conservateur    | James Seale        |       |     |     |      |
|                        | NPD             | Patrick Jasmin     |       |     |     |      |
|                        | Parti populaire | Susanne Lefebvre   |       |     |     |      |
|                        |                 |                    |       |     |     |      |
| Votes valides          |                 |                    |       |     |     |      |
| Bulletins nuls         |                 |                    |       |     |     |      |
| Total                  | Total           | Total              |       | 100 |     |      |
| Abstention             |                 |                    |       |     |     |      |
| Inscrits/Participation |                 |                    |       |     |     |      |

| Parti                  | Parti           | Candidat                 | Votes | %   | +/- | Maj. |
| ---------------------- | --------------- | ------------------------ | ----- | --- | --- | ---- |
|                        | Libéral         | Élisabeth Brière         |       |     |     |      |
|                        | Bloc québécois  | Pierre-Étienne Rouillard |       |     |     |      |
|                        | Conservateur    | Esteban Méndez-Hord      |       |     |     |      |
|                        | NPD             | Jean-Pierre Fortier      |       |     |     |      |
|                        | Vert            | Kevin McKenna            |       |     |     |      |
|                        | Parti populaire | Alexandre Lépine         |       |     |     |      |
|                        |                 |                          |       |     |     |      |
| Votes valides          |                 |                          |       |     |     |      |
| Bulletins nuls         |                 |                          |       |     |     |      |
| Total                  | Total           | Total                    |       | 100 |     |      |
| Abstention             |                 |                          |       |     |     |      |
| Inscrits/Participation |                 |                          |       |     |     |      |

### Gaspésie

#### Gaspésie—Les Îles-de-la-Madeleine—Listuguj
| Parti                  | Parti           | Candidat            | Votes | %   | +/-  | Maj. |
| ---------------------- | --------------- | ------------------- | ----- | --- | ---- | ---- |
|                        | Libéral         | Diane Lebouthillier |       |     |      |      |
|                        | Bloc québécois  | Alexis Deschênes    |       |     |      |      |
|                        | Conservateur    | Jean-Pierre Pigeon  |       |     |      |      |
|                        | NPD             | Denise Giroux       |       |     |      |      |
|                        | Parti populaire | Christian Rioux     |       |     |      |      |
|                        | Rhinocéros      | Shawn Grenier       |       |     | Abs. |      |
|                        |                 |                     |       |     |      |      |
| Votes valides          |                 |                     |       |     |      |      |
| Bulletins nuls         |                 |                     |       |     |      |      |
| Total                  | Total           | Total               |       | 100 |      |      |
| Abstention             |                 |                     |       |     |      |      |
| Inscrits/Participation |                 |                     |       |     |      |      |

### Lanaudière
| Parti                  | Parti          | Candidat                   | Votes | %   | +/- | Maj. |
| ---------------------- | -------------- | -------------------------- | ----- | --- | --- | ---- |
|                        | Libéral        | Marc Allaire               |       |     |     |      |
|                        | Bloc québécois | Gabriel Ste-Marie          |       |     |     |      |
|                        | Conservateur   | Pascal Bapfou Vozang Siewe |       |     |     |      |
|                        | NPD            | Vanessa Gordon             |       |     |     |      |
|                        | Vert           | Érica Poirier              |       |     |     |      |
|                        |                |                            |       |     |     |      |
| Votes valides          |                |                            |       |     |     |      |
| Bulletins nuls         |                |                            |       |     |     |      |
| Total                  | Total          | Total                      |       | 100 |     |      |
| Abstention             |                |                            |       |     |     |      |
| Inscrits/Participation |                |                            |       |     |     |      |

| Parti                  | Parti                  | Candidat               | Votes  | %     | +/-   | Maj.   |
| ---------------------- | ---------------------- | ---------------------- | ------ | ----- | ----- | ------ |
|                        | Bloc québécois         | Luc Thériault          | 27 268 | 46,60 | 6,61  | 11 499 |
|                        | Libéral                | Fatima Badran          | 15 769 | 26,95 | 7,13  |        |
|                        | Conservateur           | Jean-Sébastien Lepage  | 13 589 | 23,22 | 11,54 |        |
|                        | NPD                    | Denis Perreault        | 1 893  | 3,23  | 3,02  |        |
|                        |                        |                        |        |       |       |        |
| Votes valides          | Votes valides          | Votes valides          | 58 519 | 97,84 |       |        |
| Bulletins nuls         | Bulletins nuls         | Bulletins nuls         | 1 291  | 2,16  |       |        |
| Total                  | Total                  | Total                  | 59 810 | 100   |       |        |
| Abstention             | Abstention             | Abstention             | 33 493 | 35,90 |       |        |
| Inscrits/Participation | Inscrits/Participation | Inscrits/Participation | 93 303 | 64,10 |       |        |

| Parti                  | Parti           | Candidat              | Votes | %   | +/-  | Maj. |
| ---------------------- | --------------- | --------------------- | ----- | --- | ---- | ---- |
|                        | Libéral         | Pierre Richard Thomas |       |     |      |      |
|                        | Bloc québécois  | Patrick Bonin         |       |     |      |      |
|                        | Conservateur    | Charles Champagne     |       |     |      |      |
|                        | NPD             | Nathalie Gagnon       |       |     |      |      |
|                        | Parti populaire | Benoit Lanoue         |       |     | Abs. |      |
|                        | Indépendant     | Ednal Marc            |       |     | -    |      |
|                        |                 |                       |       |     |      |      |
| Votes valides          |                 |                       |       |     |      |      |
| Bulletins nuls         |                 |                       |       |     |      |      |
| Total                  | Total           | Total                 |       | 100 |      |      |
| Abstention             |                 |                       |       |     |      |      |
| Inscrits/Participation |                 |                       |       |     |      |      |

| Parti                  | Parti           | Candidat                   | Votes | %   | +/- | Maj. |
| ---------------------- | --------------- | -------------------------- | ----- | --- | --- | ---- |
|                        | Libéral         | Tatiana Auguste            |       |     |     |      |
|                        | Bloc québécois  | Nathalie Sinclair Desgagné |       |     |     |      |
|                        | Conservateur    | Adrienne Charles           |       |     |     |      |
|                        | NPD             | Maxime Beaudoin            |       |     |     |      |
|                        | Vert            | Benjamin Rankin            |       |     |     |      |
|                        | Parti populaire | Maria Cantore              |       |     |     |      |
|                        |                 |                            |       |     |     |      |
| Votes valides          |                 |                            |       |     |     |      |
| Bulletins nuls         |                 |                            |       |     |     |      |
| Total                  | Total           | Total                      |       | 100 |     |      |
| Abstention             |                 |                            |       |     |     |      |
| Inscrits/Participation |                 |                            |       |     |     |      |

### Laurentides
| Parti                  | Parti           | Candidat              | Votes | %   | +/- | Maj. |
| ---------------------- | --------------- | --------------------- | ----- | --- | --- | ---- |
|                        | Libéral         | Emrick Vienneau       |       |     |     |      |
|                        | Bloc québécois  | Marie-Hélène Gaudreau |       |     |     |      |
|                        | Conservateur    | Daniel Paquette       |       |     |     |      |
|                        | NPD             | Michel Noël De Tilly  |       |     |     |      |
|                        | Vert            | Michel Le Comte       |       |     |     |      |
|                        | Parti populaire | Amélie Charbonneau    |       |     |     |      |
|                        |                 |                       |       |     |     |      |
| Votes valides          |                 |                       |       |     |     |      |
| Bulletins nuls         |                 |                       |       |     |     |      |
| Total                  | Total           | Total                 |       | 100 |     |      |
| Abstention             |                 |                       |       |     |     |      |
| Inscrits/Participation |                 |                       |       |     |     |      |

| Parti                  | Parti           | Candidat            | Votes | %   | +/- | Maj. |
| ---------------------- | --------------- | ------------------- | ----- | --- | --- | ---- |
|                        | Libéral         | Robert Fleming      |       |     |     |      |
|                        | Bloc québécois  | Jean-Denis Garon    |       |     |     |      |
|                        | Conservateur    | Serge Dubord        |       |     |     |      |
|                        | NPD             | Albert Batten       |       |     |     |      |
|                        | Vert            | Mario Guay          |       |     |     |      |
|                        | Parti populaire | Christian Montpetit |       |     |     |      |
|                        |                 |                     |       |     |     |      |
| Votes valides          |                 |                     |       |     |     |      |
| Bulletins nuls         |                 |                     |       |     |     |      |
| Total                  | Total           | Total               |       | 100 |     |      |
| Abstention             |                 |                     |       |     |     |      |
| Inscrits/Participation |                 |                     |       |     |     |      |

| Parti                  | Parti                  | Candidat               | Votes  | %     | Maj.  |  |
| ---------------------- | ---------------------- | ---------------------- | ------ | ----- | ----- |  |
|                        | Libéral                | Tim Watchorn           | 26 967 | 41,04 | 3 217 |  |
|                        | Bloc québécois         | Ariane Charbonneau     | 23 750 | 36,15 |       |  |
|                        | Conservateur           | Vincent Leroux         | 11 816 | 17,98 |       |  |
|                        | NPD                    | Eric-Abel Baland       | 1 493  | 2,27  |       |  |
|                        | Vert                   | Karine Steinberger     | 1 038  | 1,58  |       |  |
|                        | Parti populaire        | George Mogiljansky     | 639    | 0,97  |       |  |
|                        |                        |                        |        |       |       |  |
| Votes valides          | Votes valides          | Votes valides          | 65 703 | 98,73 |       |  |
| Bulletins nuls         | Bulletins nuls         | Bulletins nuls         | 848    | 1,27  |       |  |
| Total                  | Total                  | Total                  | 66 551 | 100   |       |  |
| Abstention             | Abstention             | Abstention             | 28 855 | 30,24 |       |  |
| Inscrits/Participation | Inscrits/Participation | Inscrits/Participation | 95 406 | 69,76 |       |  |

| Parti                  | Parti           | Candidat                 | Votes | %   | +/- | Maj. |
| ---------------------- | --------------- | ------------------------ | ----- | --- | --- | ---- |
|                        | Libéral         | Linda Lapointe           |       |     |     |      |
|                        | Bloc québécois  | Luc Désilets             |       |     |     |      |
|                        | Conservateur    | Elia Lopez               |       |     |     |      |
|                        | NPD             | Joseph Hakizimana        |       |     |     |      |
|                        | Vert            | Alec Ware                |       |     |     |      |
|                        | Parti populaire | David Santamaria Quiceno |       |     |     |      |
|                        | Indépendant     | Michel Genois            |       |     | -   |      |
|                        |                 |                          |       |     |     |      |
| Votes valides          |                 |                          |       |     |     |      |
| Bulletins nuls         |                 |                          |       |     |     |      |
| Total                  | Total           | Total                    |       | 100 |     |      |
| Abstention             |                 |                          |       |     |     |      |
| Inscrits/Participation |                 |                          |       |     |     |      |

| Parti                  | Parti                  | Candidat               | Votes  | %     | +/-  | Maj.  |
| ---------------------- | ---------------------- | ---------------------- | ------ | ----- | ---- | ----- |
|                        | Bloc québécois         | Rhéal Fortin           | 25 438 | 43,85 | 8,38 | 7 093 |
|                        | Libéral                | Mary-Helen Walton      | 18 345 | 31,62 | 9,35 |       |
|                        | Conservateur           | Patricia Morrissette   | 12 203 | 21,03 | 9,16 |       |
|                        | NPD                    | Christel Marchand      | 2 032  | 3,50  | 3,4  |       |
|                        |                        |                        |        |       |      |       |
| Votes valides          | Votes valides          | Votes valides          | 58 018 | 97,73 |      |       |
| Bulletins nuls         | Bulletins nuls         | Bulletins nuls         | 1 349  | 2,27  |      |       |
| Total                  | Total                  | Total                  | 59 367 | 100   |      |       |
| Abstention             | Abstention             | Abstention             | 34 241 | 36,58 |      |       |
| Inscrits/Participation | Inscrits/Participation | Inscrits/Participation | 93 608 | 63,42 |      |       |

| Parti                  | Parti           | Candidat                      | Votes | %   | +/- | Maj. |
| ---------------------- | --------------- | ----------------------------- | ----- | --- | --- | ---- |
|                        | Libéral         | Madeleine Chenette            |       |     |     |      |
|                        | Bloc québécois  | Marie-Noëlle Closson-Duquette |       |     |     |      |
|                        | Conservateur    | Julie Bergeron                |       |     |     |      |
|                        | NPD             | Michel Lacroix                |       |     |     |      |
|                        | Parti populaire | Chantal Lavoie                |       |     |     |      |
|                        |                 |                               |       |     |     |      |
| Votes valides          |                 |                               |       |     |     |      |
| Bulletins nuls         |                 |                               |       |     |     |      |
| Total                  | Total           | Total                         |       | 100 |     |      |
| Abstention             |                 |                               |       |     |     |      |
| Inscrits/Participation |                 |                               |       |     |     |      |

### Laval
| Parti                  | Parti           | Candidat          | Votes | %   | +/-  | Maj. |
| ---------------------- | --------------- | ----------------- | ----- | --- | ---- | ---- |
|                        | Libéral         | Angelo Iacono     |       |     |      |      |
|                        | Bloc québécois  | Isabel Dion       |       |     |      |      |
|                        | Conservateur    | Louis Ialenti     |       |     |      |      |
|                        | NPD             | Jordan Larochelle |       |     |      |      |
|                        | Parti populaire | Ludovic Mbany     |       |     | Abs. |      |
|                        |                 |                   |       |     |      |      |
| Votes valides          |                 |                   |       |     |      |      |
| Bulletins nuls         |                 |                   |       |     |      |      |
| Total                  | Total           | Total             |       | 100 |      |      |
| Abstention             |                 |                   |       |     |      |      |
| Inscrits/Participation |                 |                   |       |     |      |      |

| Parti                  | Parti                  | Candidat                       | Votes  | %     | +/-   | Maj.  |
| ---------------------- | ---------------------- | ------------------------------ | ------ | ----- | ----- | ----- |
|                        | Libéral                | Fayçal El-Khoury               | 28 302 | 49,73 | 0,8   | 9 947 |
|                        | Conservateur           | Konstantinos Merakos           | 18 355 | 32,25 | 14,54 |       |
|                        | Bloc québécois         | Catherine Dansereau-Redhead    | 8 298  | 14,58 | 4,5   |       |
|                        | NPD                    | Étienne Loiselle-Schiettekatte | 1 961  | 3,45  | 4,24  |       |
|                        |                        |                                |        |       |       |       |
| Votes valides          | Votes valides          | Votes valides                  | 56 916 | 98,69 |       |       |
| Bulletins nuls         | Bulletins nuls         | Bulletins nuls                 | 758    | 1,31  |       |       |
| Total                  | Total                  | Total                          | 57 674 | 100   |       |       |
| Abstention             | Abstention             | Abstention                     | 29 011 | 33,47 |       |       |
| Inscrits/Participation | Inscrits/Participation | Inscrits/Participation         | 86 685 | 66,53 |       |       |

| Parti                  | Parti                  | Candidat                  | Votes  | %     | +/-  | Maj.   |
| ---------------------- | ---------------------- | ------------------------- | ------ | ----- | ---- | ------ |
|                        | Libéral                | Carlos Leitão             | 29 928 | 51,99 | 7,88 | 16 344 |
|                        | Bloc québécois         | Claude Tousignant         | 13 584 | 23,60 | 7,2  |        |
|                        | Conservateur           | Janina Moran              | 11 923 | 20,71 | 8,97 |        |
|                        | NPD                    | Alexandrah Cardona-Fortin | 2 128  | 3,70  | 4,86 |        |
|                        |                        |                           |        |       |      |        |
| Votes valides          | Votes valides          | Votes valides             | 57 563 | 98,30 |      |        |
| Bulletins nuls         | Bulletins nuls         | Bulletins nuls            | 993    | 1,70  |      |        |
| Total                  | Total                  | Total                     | 58 556 | 100   |      |        |
| Abstention             | Abstention             | Abstention                | 24 346 | 29,37 |      |        |
| Inscrits/Participation | Inscrits/Participation | Inscrits/Participation    | 82 902 | 70,63 |      |        |

| Parti                  | Parti                  | Candidat                     | Votes  | %     | +/-   | Maj.   |
| ---------------------- | ---------------------- | ---------------------------- | ------ | ----- | ----- | ------ |
|                        | Libéral                | Annie Koutrakis              | 26 531 | 53,41 | 3,64  | 14 253 |
|                        | Conservateur           | Grace Daou                   | 12 278 | 24,72 | 11,29 |        |
|                        | Bloc québécois         | Alicia Parenteau-Malakhanian | 8 526  | 17,16 | 6,06  |        |
|                        | NPD                    | Cindy Mercer                 | 2 342  | 4,77  | 4,53  |        |
|                        |                        |                              |        |       |       |        |
| Votes valides          | Votes valides          | Votes valides                | 49 677 | 97,67 |       |        |
| Bulletins nuls         | Bulletins nuls         | Bulletins nuls               | 1 186  | 2,33  |       |        |
| Total                  | Total                  | Total                        | 50 863 | 100   |       |        |
| Abstention             | Abstention             | Abstention                   | 33 344 | 39,60 |       |        |
| Inscrits/Participation | Inscrits/Participation | Inscrits/Participation       | 84 207 | 60,40 |       |        |

### Mauricie

#### Berthier—Maskinongé
| Parti                  | Parti                  | Candidat               | Votes  | %     | +/-   | Maj.  |
| ---------------------- | ---------------------- | ---------------------- | ------ | ----- | ----- | ----- |
|                        | Bloc québécois         | Yves Perron            | 21 676 | 34,99 | 0,21  | 6 620 |
|                        | Libéral                | Stéphane Bilodeau      | 15 056 | 24,30 | 9,01  |       |
|                        | NPD                    | Ruth Ellen Brosseau    | 13 457 | 21,72 | 11,77 |       |
|                        | Conservateur           | Peter Saliba           | 10 641 | 17,18 | 6,25  |       |
|                        | Parti populaire        | Elia Gomez-Gnali       | 575    | 0,93  | 1,79  |       |
|                        | Vert                   | Daniel Simon           | 551    | 0,89  | 0,11  |       |
|                        |                        |                        |        |       |       |       |
| Votes valides          | Votes valides          | Votes valides          | 61 956 | 98,44 |       |       |
| Bulletins nuls         | Bulletins nuls         | Bulletins nuls         | 981    | 1,56  |       |       |
| Total                  | Total                  | Total                  | 62 937 | 100   |       |       |
| Abstention             | Abstention             | Abstention             | 29 499 | 31,91 |       |       |
| Inscrits/Participation | Inscrits/Participation | Inscrits/Participation | 92 436 | 68,09 |       |       |

#### Saint-Maurice—Champlain
| Parti                  | Parti           | Candidat                    | Votes | %   | +/-  | Maj. |
| ---------------------- | --------------- | --------------------------- | ----- | --- | ---- | ---- |
|                        | Libéral         | François-Philippe Champagne |       |     |      |      |
|                        | Bloc québécois  | Thierry Bilodeau            |       |     |      |      |
|                        | Conservateur    | Pierre-Augustin Allard      |       |     |      |      |
|                        | NPD             | Nathalie Garceau            |       |     |      |      |
|                        | Vert            | Marie-Claude Gaudet         |       |     |      |      |
|                        | Parti populaire | David Rioux                 |       |     | Abs. |      |
|                        | Rhinocéros      | Dji-Pé Frazer               |       |     |      |      |
|                        |                 |                             |       |     |      |      |
| Votes valides          |                 |                             |       |     |      |      |
| Bulletins nuls         |                 |                             |       |     |      |      |
| Total                  | Total           | Total                       |       | 100 |      |      |
| Abstention             |                 |                             |       |     |      |      |
| Inscrits/Participation |                 |                             |       |     |      |      |

#### Trois-Rivières
| Parti                  | Parti           | Candidat            | Votes | %   | +/-  | Maj. |
| ---------------------- | --------------- | ------------------- | ----- | --- | ---- | ---- |
|                        | Libéral         | Caroline Desrochers |       |     |      |      |
|                        | Bloc québécois  | René Villemure      |       |     |      |      |
|                        | Conservateur    | Yves Lévesque       |       |     |      |      |
|                        | NPD             | Matthew Sévigny     |       |     |      |      |
|                        | Vert            | David Turcotte      |       |     |      |      |
|                        | Parti populaire | Yan Patry           |       |     |      |      |
|                        | Rhinocéros      | Mathieu Doyon       |       |     | Abs. |      |
|                        |                 |                     |       |     |      |      |
| Votes valides          |                 |                     |       |     |      |      |
| Bulletins nuls         |                 |                     |       |     |      |      |
| Total                  | Total           | Total               |       | 100 |      |      |
| Abstention             |                 |                     |       |     |      |      |
| Inscrits/Participation |                 |                     |       |     |      |      |

### Montérégie
| Parti                  | Parti                  | Candidat               | Votes   | %     | +/-  | Maj.  |
| ---------------------- | ---------------------- | ---------------------- | ------- | ----- | ---- | ----- |
|                        | Bloc québécois         | Claude DeBellefeuille  | 30 005  | 43,92 | 3,88 | 8 066 |
|                        | Libéral                | Miguel Perras          | 21 939  | 32,11 | 4,92 |       |
|                        | Conservateur           | Priska St-Pierre       | 13 230  | 19,37 | 7,09 |       |
|                        | NPD                    | Tyler Jones            | 1 663   | 2,43  | 5,01 |       |
|                        | Vert                   | Kristian Solarik       | 802     | 1,17  | Abs. |       |
|                        | Parti populaire        | Martin Lévesque        | 675     | 0,99  | 2,64 |       |
|                        |                        |                        |         |       |      |       |
| Votes valides          | Votes valides          | Votes valides          | 68 314  | 98,51 |      |       |
| Bulletins nuls         | Bulletins nuls         | Bulletins nuls         | 1 033   | 1,49  |      |       |
| Total                  | Total                  | Total                  | 69 347  | 100   |      |       |
| Abstention             | Abstention             | Abstention             | 33 905  | 32,84 |      |       |
| Inscrits/Participation | Inscrits/Participation | Inscrits/Participation | 103 252 | 67,16 |      |       |

| Parti                  | Parti           | Candidat               | Votes | %   | +/- | Maj. |
| ---------------------- | --------------- | ---------------------- | ----- | --- | --- | ---- |
|                        | Libéral         | Nicholas Malouin       |       |     |     |      |
|                        | Bloc québécois  | Yves-François Blanchet |       |     |     |      |
|                        | Conservateur    | Sylvain Goulet         |       |     |     |      |
|                        | NPD             | Marie-Josée Béliveau   |       |     |     |      |
|                        | Parti populaire | Nicholas Manes         |       |     |     |      |
|                        |                 |                        |       |     |     |      |
| Votes valides          |                 |                        |       |     |     |      |
| Bulletins nuls         |                 |                        |       |     |     |      |
| Total                  | Total           | Total                  |       | 100 |     |      |
| Abstention             |                 |                        |       |     |     |      |
| Inscrits/Participation |                 |                        |       |     |     |      |

| Parti                  | Parti                  | Candidat                  | Votes  | %     | +/-  | Maj.   |
| ---------------------- | ---------------------- | ------------------------- | ------ | ----- | ---- | ------ |
|                        | Libéral                | Alexandra Mendès          | 36 541 | 62,21 | 8,11 | 25 465 |
|                        | Conservateur           | William Huynh-Jan         | 11 076 | 18,86 | 6,87 |        |
|                        | Bloc québécois         | Soledad Orihuela-Bouchard | 7 837  | 13,34 | 6,6  |        |
|                        | NPD                    | Zeinab Mistou Akkaoui     | 2 049  | 3,49  | 6,9  |        |
|                        | Vert                   | Greg De Luca              | 855    | 1,46  | Abs. |        |
|                        | Parti populaire        | Hector Huerta             | 381    | 0,65  | 1,81 |        |
|                        |                        |                           |        |       |      |        |
| Votes valides          | Votes valides          | Votes valides             | 58 739 | 98,94 |      |        |
| Bulletins nuls         | Bulletins nuls         | Bulletins nuls            | 632    | 1,06  |      |        |
| Total                  | Total                  | Total                     | 59 371 | 100   |      |        |
| Abstention             | Abstention             | Abstention                | 27 519 | 31,67 |      |        |
| Inscrits/Participation | Inscrits/Participation | Inscrits/Participation    | 86 890 | 68,33 |      |        |

| Parti                  | Parti           | Candidat            | Votes | %   | +/- | Maj. |
| ---------------------- | --------------- | ------------------- | ----- | --- | --- | ---- |
|                        | Libéral         | Nathalie Provost    |       |     |     |      |
|                        | Bloc québécois  | Patrick O'Hara      |       |     |     |      |
|                        | Conservateur    | David De Repentigny |       |     |     |      |
|                        | NPD             | Hannah Wolker       |       |     |     |      |
|                        | Vert            | Martine Desrochers  |       |     |     |      |
|                        | Parti populaire | Nicolas Guérin      |       |     |     |      |
|                        |                 |                     |       |     |     |      |
| Votes valides          |                 |                     |       |     |     |      |
| Bulletins nuls         |                 |                     |       |     |     |      |
| Total                  | Total           | Total               |       | 100 |     |      |
| Abstention             |                 |                     |       |     |     |      |
| Inscrits/Participation |                 |                     |       |     |     |      |

| Parti                  | Parti           | Candidat          | Votes | %   | +/- | Maj. |
| ---------------------- | --------------- | ----------------- | ----- | --- | --- | ---- |
|                        | Libéral         | Jacques Ramsay    |       |     |     |      |
|                        | Bloc québécois  | Alain Therrien    |       |     |     |      |
|                        | Conservateur    | Dave Pouliot      |       |     |     |      |
|                        | NPD             | Mathieu Boisvert  |       |     |     |      |
|                        | Vert            | Barbara Joannette |       |     |     |      |
|                        | Parti populaire | Ruth Fontaine     |       |     |     |      |
|                        |                 |                   |       |     |     |      |
| Votes valides          |                 |                   |       |     |     |      |
| Bulletins nuls         |                 |                   |       |     |     |      |
| Total                  | Total           | Total             |       | 100 |     |      |
| Abstention             |                 |                   |       |     |     |      |
| Inscrits/Participation |                 |                   |       |     |     |      |

| Parti                  | Parti                  | Candidat               | Votes  | %     | +/-  | Maj.   |
| ---------------------- | ---------------------- | ---------------------- | ------ | ----- | ---- | ------ |
|                        | Libéral                | Sherry Romanado        | 25 138 | 49,39 | 8,95 | 11 555 |
|                        | Bloc québécois         | Beritan Oerde          | 13 583 | 26,69 | 8,59 |        |
|                        | Conservateur           | Terry Roberts          | 8 547  | 16,79 | 8,48 |        |
|                        | NPD                    | Marie-Andrée Gravel    | 2 832  | 5,56  | 4,77 |        |
|                        | Parti populaire        | Tiny Olinga            | 411    | 0,81  | 2,13 |        |
|                        | Rhinocéros             | Donald Gagnon          | 389    | 0,76  | Abs. |        |
|                        |                        |                        |        |       |      |        |
| Votes valides          | Votes valides          | Votes valides          | 50 900 | 98,01 |      |        |
| Bulletins nuls         | Bulletins nuls         | Bulletins nuls         | 1 031  | 1,99  |      |        |
| Total                  | Total                  | Total                  | 51 931 | 100   |      |        |
| Abstention             | Abstention             | Abstention             | 29 768 | 36,44 |      |        |
| Inscrits/Participation | Inscrits/Participation | Inscrits/Participation | 81 699 | 63,56 |      |        |

| Parti                  | Parti                  | Candidat               | Votes  | %     | +/-  | Maj. |
| ---------------------- | ---------------------- | ---------------------- | ------ | ----- | ---- | ---- |
|                        | Libéral                | Natilien Joseph        | 24 237 | 40,98 | 2,66 | 769  |
|                        | Bloc québécois         | Denis Trudel           | 23 468 | 39,68 | 1,52 |      |
|                        | Conservateur           | Martine Boucher        | 8 447  | 14,28 | 7,35 |      |
|                        | NPD                    | Nesrine Benhadj        | 2 986  | 5,05  | 2,9  |      |
|                        |                        |                        |        |       |      |      |
| Votes valides          | Votes valides          | Votes valides          | 59 138 | 98,06 |      |      |
| Bulletins nuls         | Bulletins nuls         | Bulletins nuls         | 1 172  | 1,94  |      |      |
| Total                  | Total                  | Total                  | 60 310 | 100   |      |      |
| Abstention             | Abstention             | Abstention             | 26 164 | 30,26 |      |      |
| Inscrits/Participation | Inscrits/Participation | Inscrits/Participation | 86 474 | 69,74 |      |      |

| Parti                  | Parti           | Candidat                | Votes | %   | +/-  | Maj. |
| ---------------------- | --------------- | ----------------------- | ----- | --- | ---- | ---- |
|                        | Libéral         | Bienvenu-Olivier Ntumba |       |     |      |      |
|                        | Bloc québécois  | Noémie Rouillard        |       |     |      |      |
|                        | Conservateur    | Nicolas Godin           |       |     |      |      |
|                        | NPD             | Mirabelle Leins         |       |     |      |      |
|                        | Vert            | Maria Korpijaakko       |       |     | Abs. |      |
|                        | Parti populaire | Patrick Rochon          |       |     |      |      |
|                        |                 |                         |       |     |      |      |
| Votes valides          |                 |                         |       |     |      |      |
| Bulletins nuls         |                 |                         |       |     |      |      |
| Total                  | Total           | Total                   |       | 100 |      |      |
| Abstention             |                 |                         |       |     |      |      |
| Inscrits/Participation |                 |                         |       |     |      |      |

| Parti                  | Parti           | Candidat              | Votes | %   | +/- | Maj. |
| ---------------------- | --------------- | --------------------- | ----- | --- | --- | ---- |
|                        | Libéral         | Laurent de Casanove   |       |     |     |      |
|                        | Bloc québécois  | Xavier Barsalou-Duval |       |     |     |      |
|                        | Conservateur    | Vincent Kunda         |       |     |     |      |
|                        | NPD             | Jean-François Filion  |       |     |     |      |
|                        | Parti populaire | Alexandre Blais       |       |     |     |      |
|                        |                 |                       |       |     |     |      |
| Votes valides          |                 |                       |       |     |     |      |
| Bulletins nuls         |                 |                       |       |     |     |      |
| Total                  | Total           | Total                 |       | 100 |     |      |
| Abstention             |                 |                       |       |     |     |      |
| Inscrits/Participation |                 |                       |       |     |     |      |

| Parti                  | Parti           | Candidat                     | Votes | %   | +/-  | Maj. |
| ---------------------- | --------------- | ---------------------------- | ----- | --- | ---- | ---- |
|                        | Libéral         | Mélanie Bédard               |       |     |      |      |
|                        | Bloc québécois  | Simon-Pierre Savard-Tremblay |       |     |      |      |
|                        | Conservateur    | Gaëtan Deschênes             |       |     |      |      |
|                        | NPD             | Raymonde Plamondon           |       |     |      |      |
|                        | Vert            | Martin Grenier               |       |     | Abs. |      |
|                        | Parti populaire | Sylvain Pariseau             |       |     |      |      |
|                        |                 |                              |       |     |      |      |
| Votes valides          |                 |                              |       |     |      |      |
| Bulletins nuls         |                 |                              |       |     |      |      |
| Total                  | Total           | Total                        |       | 100 |      |      |
| Abstention             |                 |                              |       |     |      |      |
| Inscrits/Participation |                 |                              |       |     |      |      |

| Parti                  | Parti           | Candidat            | Votes | %   | +/-  | Maj. |
| ---------------------- | --------------- | ------------------- | ----- | --- | ---- | ---- |
|                        | Libéral         | Patrick Agbokou     |       |     |      |      |
|                        | Bloc québécois  | Christine Normandin |       |     |      |      |
|                        | Conservateur    | Marie Louis-Seize   |       |     |      |      |
|                        | NPD             | Danielle Dubuc      |       |     |      |      |
|                        | Vert            | Vincent Piette      |       |     |      |      |
|                        | Parti populaire | Tchad Deschenes     |       |     | Abs. |      |
|                        |                 |                     |       |     |      |      |
| Votes valides          |                 |                     |       |     |      |      |
| Bulletins nuls         |                 |                     |       |     |      |      |
| Total                  | Total           | Total               |       | 100 |      |      |
| Abstention             |                 |                     |       |     |      |      |
| Inscrits/Participation |                 |                     |       |     |      |      |

| Parti                  | Parti           | Candidat                  | Votes | %   | +/-  | Maj. |
| ---------------------- | --------------- | ------------------------- | ----- | --- | ---- | ---- |
|                        | Libéral         | Peter Schiefke            |       |     |      |      |
|                        | Bloc québécois  | Christopher Massé         |       |     |      |      |
|                        | Conservateur    | Thomas Barré              |       |     |      |      |
|                        | NPD             | Kalden Dhatsenpa          |       |     |      |      |
|                        | Vert            | Dave Hamelin-Schuilenberg |       |     |      |      |
|                        | Parti populaire | Jean Boily                |       |     | Abs. |      |
|                        |                 |                           |       |     |      |      |
| Votes valides          |                 |                           |       |     |      |      |
| Bulletins nuls         |                 |                           |       |     |      |      |
| Total                  | Total           | Total                     |       | 100 |      |      |
| Abstention             |                 |                           |       |     |      |      |
| Inscrits/Participation |                 |                           |       |     |      |      |

### Montréal
| Parti                  | Parti                  | Candidat               | Votes  | %     | +/-  | Maj.   |
| ---------------------- | ---------------------- | ---------------------- | ------ | ----- | ---- | ------ |
|                        | Libéral                | Mélanie Joly           | 30 833 | 60,96 | 8,58 | 22 295 |
|                        | Bloc québécois         | Nabila Ben Youssef     | 8 538  | 16,88 | 5,16 |        |
|                        | Conservateur           | Margie Ramos           | 7 600  | 15,03 | 6,6  |        |
|                        | NPD                    | Idil Issa              | 3 333  | 6,59  | 5    |        |
|                        | Marxiste-léniniste     | Linda Sullivan         | 273    | 0,54  | Abs. |        |
|                        |                        |                        |        |       |      |        |
| Votes valides          | Votes valides          | Votes valides          | 50 577 | 98,31 |      |        |
| Bulletins nuls         | Bulletins nuls         | Bulletins nuls         | 871    | 1,69  |      |        |
| Total                  | Total                  | Total                  | 51 448 | 100   |      |        |
| Abstention             | Abstention             | Abstention             | 24 939 | 32,65 |      |        |
| Inscrits/Participation | Inscrits/Participation | Inscrits/Participation | 76 387 | 67,35 |      |        |

| Parti                  | Parti                  | Candidat               | Votes  | %     | +/-  | Maj.   |
| ---------------------- | ---------------------- | ---------------------- | ------ | ----- | ---- | ------ |
|                        | Libéral                | Abdelhaq Sari          | 21 198 | 58,55 | 1,84 | 14 992 |
|                        | Bloc québécois         | Jency Mercier          | 6 206  | 17,14 | 1,56 |        |
|                        | Conservateur           | Néhémie Dumay          | 5 905  | 16,31 | 9,31 |        |
|                        | NPD                    | Catherine Gauvin       | 2 137  | 5,90  | 2,1  |        |
|                        | Parti populaire        | Jean-Marc Lamothe      | 433    | 1,20  | 2,45 |        |
|                        | Aucune appartenance    | Philippe Tessier       | 183    | 0,51  | -    |        |
|                        | Marxiste-léniniste     | Dominique Théberge     | 140    | 0,39  | Abs. |        |
|                        |                        |                        |        |       |      |        |
| Votes valides          | Votes valides          | Votes valides          | 36 202 | 97,50 |      |        |
| Bulletins nuls         | Bulletins nuls         | Bulletins nuls         | 929    | 2,50  |      |        |
| Total                  | Total                  | Total                  | 37 131 | 100   |      |        |
| Abstention             | Abstention             | Abstention             | 28 426 | 43,36 |      |        |
| Inscrits/Participation | Inscrits/Participation | Inscrits/Participation | 65 557 | 56,64 |      |        |

| Parti                  | Parti              | Candidat               | Votes | %   | +/- | Maj. |
| ---------------------- | ------------------ | ---------------------- | ----- | --- | --- | ---- |
|                        | Libéral            | Marie-Gabrielle Ménard |       |     |     |      |
|                        | Bloc québécois     | Rose Lessard           |       |     |     |      |
|                        | Conservateur       | Carl Belley            |       |     |     |      |
|                        | NPD                | Julie Girard-Lemay     |       |     |     |      |
|                        | Vert               | Jacob Pirro            |       |     |     |      |
|                        | Marxiste-léniniste | Christine Dandenault   |       |     |     |      |
|                        |                    |                        |       |     |     |      |
| Votes valides          |                    |                        |       |     |     |      |
| Bulletins nuls         |                    |                        |       |     |     |      |
| Total                  | Total              | Total                  |       | 100 |     |      |
| Abstention             |                    |                        |       |     |     |      |
| Inscrits/Participation |                    |                        |       |     |     |      |

| Parti                  | Parti           | Candidat               | Votes | %   | +/- | Maj. |
| ---------------------- | --------------- | ---------------------- | ----- | --- | --- | ---- |
|                        | Libéral         | Eric St-Pierre         |       |     |     |      |
|                        | Bloc québécois  | Edline Henri           |       |     |     |      |
|                        | Conservateur    | Ingrid Fernanda Megni  |       |     |     |      |
|                        | NPD             | Djaouida Sellah        |       |     |     |      |
|                        | Vert            | Gaëtan Bérard          |       |     |     |      |
|                        | Parti populaire | Marie-Louise Beauchamp |       |     |     |      |
|                        |                 |                        |       |     |     |      |
| Votes valides          |                 |                        |       |     |     |      |
| Bulletins nuls         |                 |                        |       |     |     |      |
| Total                  | Total           | Total                  |       | 100 |     |      |
| Abstention             |                 |                        |       |     |     |      |
| Inscrits/Participation |                 |                        |       |     |     |      |

| Parti                  | Parti              | Candidat          | Votes | %   | +/-  | Maj. |
| ---------------------- | ------------------ | ----------------- | ----- | --- | ---- | ---- |
|                        | Libéral            | Viviane Minko     |       |     |      |      |
|                        | Bloc québécois     | Mario Beaulieu    |       |     |      |      |
|                        | Conservateur       | Violetta Potapova |       |     |      |      |
|                        | NPD                | Ghada Chaabi      |       |     |      |      |
|                        | Vert               | Olivier Huard     |       |     | Abs. |      |
|                        | Marxiste-léniniste | Geneviève Royer   |       |     |      |      |
|                        |                    |                   |       |     |      |      |
| Votes valides          |                    |                   |       |     |      |      |
| Bulletins nuls         |                    |                   |       |     |      |      |
| Total                  | Total              | Total             |       | 100 |      |      |
| Abstention             |                    |                   |       |     |      |      |
| Inscrits/Participation |                    |                   |       |     |      |      |

| Parti                  | Parti              | Candidat               | Votes | %   | +/-  | Maj. |
| ---------------------- | ------------------ | ---------------------- | ----- | --- | ---- | ---- |
|                        | Libéral            | Steven Guilbeault      |       |     |      |      |
|                        | Bloc québécois     | Emmanuel Lapierre      |       |     |      |      |
|                        | Conservateur       | Mathieu Fournier       |       |     |      |      |
|                        | NPD                | Nimâ Machouf           |       |     |      |      |
|                        | Vert               | Dylan Perceval-Maxwell |       |     |      |      |
|                        | Parti populaire    | Eugène Duplessis       |       |     |      |      |
|                        | Rhinocéros         | Chantal Poulin         |       |     | Abs. |      |
|                        | Marxiste-léniniste | Michel Labelle         |       |     |      |      |
|                        | Communiste         | Adrien Welsh           |       |     |      |      |
|                        | Indépendant        | Simon-Pierre Lauzon    |       |     | -    |      |
|                        | Indépendant        | Dimitri Mourkes        |       |     | -    |      |
|                        |                    |                        |       |     |      |      |
| Votes valides          |                    |                        |       |     |      |      |
| Bulletins nuls         |                    |                        |       |     |      |      |
| Total                  | Total              | Total                  |       | 100 |      |      |
| Abstention             |                    |                        |       |     |      |      |
| Inscrits/Participation |                    |                        |       |     |      |      |

| Parti                  | Parti              | Candidat           | Votes | %   | +/-  | Maj. |
| ---------------------- | ------------------ | ------------------ | ----- | --- | ---- | ---- |
|                        | Libéral            | Marjorie Michel    |       |     |      |      |
|                        | Bloc québécois     | Sophy Forget Bélec |       |     |      |      |
|                        | Conservateur       | Julio Rivera       |       |     |      |      |
|                        | NPD                | Niall Ricardo      |       |     |      |      |
|                        | Parti populaire    | Noah Cherney       |       |     |      |      |
|                        | Rhinocéros         | Xavier Watso       |       |     |      |      |
|                        | Marxiste-léniniste | Garnet Colly       |       |     |      |      |
|                        | Communiste         | Stéphane Doucet    |       |     | Abs. |      |
|                        |                    |                    |       |     |      |      |
| Votes valides          |                    |                    |       |     |      |      |
| Bulletins nuls         |                    |                    |       |     |      |      |
| Total                  | Total              | Total              |       | 100 |      |      |
| Abstention             |                    |                    |       |     |      |      |
| Inscrits/Participation |                    |                    |       |     |      |      |

| Parti                  | Parti          | Candidat              | Votes | %   | +/- | Maj. |
| ---------------------- | -------------- | --------------------- | ----- | --- | --- | ---- |
|                        | Libéral        | Jean-Sébastien Vallée |       |     |     |      |
|                        | Bloc québécois | Olivier Gignac        |       |     |     |      |
|                        | Conservateur   | Laetitia Tchatat      |       |     |     |      |
|                        | NPD            | Alexandre Boulerice   |       |     |     |      |
|                        | Vert           | Benoît Morham         |       |     |     |      |
|                        |                |                       |       |     |     |      |
| Votes valides          |                |                       |       |     |     |      |
| Bulletins nuls         |                |                       |       |     |     |      |
| Total                  | Total          | Total                 |       | 100 |     |      |
| Abstention             |                |                       |       |     |     |      |
| Inscrits/Participation |                |                       |       |     |     |      |

| Parti                  | Parti           | Candidat           | Votes | %   | +/- | Maj. |
| ---------------------- | --------------- | ------------------ | ----- | --- | --- | ---- |
|                        | Libéral         | Patricia Lattanzio |       |     |     |      |
|                        | Bloc québécois  | Laurie Lelacheur   |       |     |     |      |
|                        | Conservateur    | Panagiota Koroneos |       |     |     |      |
|                        | NPD             | Marwan El Attar    |       |     |     |      |
|                        | Parti populaire | Caroline Mailloux  |       |     |     |      |
|                        |                 |                    |       |     |     |      |
| Votes valides          |                 |                    |       |     |     |      |
| Bulletins nuls         |                 |                    |       |     |     |      |
| Total                  | Total           | Total              |       | 100 |     |      |
| Abstention             |                 |                    |       |     |     |      |
| Inscrits/Participation |                 |                    |       |     |     |      |

| Parti                  | Parti              | Voix | %   | +/- | Sièges | +/-           |
| ---------------------- | ------------------ | ---- | --- | --- | ------ | ------------- |
|                        | Libéral            |      |     |     |        |               |
|                        | Bloc québécois     |      |     |     |        |               |
|                        | Conservateur       |      |     |     |        |               |
|                        | NPD                |      |     |     |        |               |
|                        | Vert               |      |     |     |        |               |
|                        | Parti populaire    |      |     |     |        |               |
|                        | Marxiste-léniniste |      |     |     |        |               |
|                        | Communiste         |      |     |     |        |               |
|                        | Rhinocéros         |      |     |     |        |               |
|                        | Indépendant        |      |     |     |        |               |
|                        |                    |      |     |     |        |               |
| Suffrages exprimés     |                    |      |     |     |        |               |
| Votes blancs et nuls   |                    |      |     |     |        |               |
| Total                  | Total              |      | 100 | -   | 9      | en stagnation |
| Abstention             |                    |      |     |     |        |               |
| Inscrits/Participation |                    |      |     |     |        |               |

| Parti                  | Parti               | Candidat                   | Votes | %   | +/-  | Maj. |
| ---------------------- | ------------------- | -------------------------- | ----- | --- | ---- | ---- |
|                        | Libéral             | Anju Dhillon               |       |     |      |      |
|                        | Bloc québécois      | Pauline Fleur Julie Postel |       |     |      |      |
|                        | Conservateur        | Alioune Sarr               |       |     |      |      |
|                        | NPD                 | Angélique Soleil Lavoie    |       |     |      |      |
|                        | Vert                | Amir Badr Eldeen           |       |     |      |      |
|                        | Parti populaire     | Michael Patterson          |       |     |      |      |
|                        | Rhinocéros          | André Lavigne              |       |     | Abs. |      |
|                        | Aucune appartenance | Katy Le Rougetel           |       |     | -    |      |
|                        |                     |                            |       |     |      |      |
| Votes valides          |                     |                            |       |     |      |      |
| Bulletins nuls         |                     |                            |       |     |      |      |
| Total                  | Total               | Total                      |       | 100 |      |      |
| Abstention             |                     |                            |       |     |      |      |
| Inscrits/Participation |                     |                            |       |     |      |      |

| Parti                  | Parti                  | Candidat               | Votes  | %     | +/-   | Maj.   |
| ---------------------- | ---------------------- | ---------------------- | ------ | ----- | ----- | ------ |
|                        | Libéral                | Francis Scarpaleggia   | 43 446 | 67,63 | 11,37 | 28 243 |
|                        | Conservateur           | Matthew Rusniak        | 15 203 | 23,67 | 4,77  |        |
|                        | Bloc québécois         | Tommy Fournier         | 2 330  | 3,63  | 1,7   |        |
|                        | NPD                    | Gregory Evdokias       | 1 877  | 2,92  | 10,38 |        |
|                        | Vert                   | Raymond Frizzell       | 915    | 1,42  | 1,82  |        |
|                        | Parti populaire        | Mathieu Dufort         | 471    | 0,73  | 2,24  |        |
|                        |                        |                        |        |       |       |        |
| Votes valides          | Votes valides          | Votes valides          | 64 242 | 99,32 |       |        |
| Bulletins nuls         | Bulletins nuls         | Bulletins nuls         | 437    | 0,68  |       |        |
| Total                  | Total                  | Total                  | 64 679 | 100   |       |        |
| Abstention             | Abstention             | Abstention             |        | 24,71 |       |        |
| Inscrits/Participation | Inscrits/Participation | Inscrits/Participation | 85 912 | 75,29 |       |        |

| Parti                  | Parti              | Candidat             | Votes | %   | +/-  | Maj. |
| ---------------------- | ------------------ | -------------------- | ----- | --- | ---- | ---- |
|                        | Libéral            | Claude Guay          |       |     |      |      |
|                        | Bloc québécois     | Louis-Philippe Sauvé |       |     |      |      |
|                        | Conservateur       | Zsolt Fischer        |       |     |      |      |
|                        | NPD                | Craig Sauvé          |       |     |      |      |
|                        | Vert               | Bisma Ansari         |       |     |      |      |
|                        | Parti populaire    | Gregory Yablunovsky  |       |     |      |      |
|                        | Rhinocéros         | Frédéric Dénommé     |       |     | Abs. |      |
|                        | Marxiste-léniniste | Normand Chouinard    |       |     | Abs. |      |
|                        | Communiste         | Manuel Johnson       |       |     |      |      |
|                        | Centriste          | Fang Hu              |       |     | Nv.  |      |
|                        |                    |                      |       |     |      |      |
| Votes valides          |                    |                      |       |     |      |      |
| Bulletins nuls         |                    |                      |       |     |      |      |
| Total                  | Total              | Total                |       | 100 |      |      |
| Abstention             |                    |                      |       |     |      |      |
| Inscrits/Participation |                    |                      |       |     |      |      |

| Parti                  | Parti                  | Candidat               | Votes  | %     | +/-   | Maj.  |
| ---------------------- | ---------------------- | ---------------------- | ------ | ----- | ----- | ----- |
|                        | Libéral                | Anthony Housefather    | 25 544 | 51,06 | 6,63  | 5 300 |
|                        | Conservateur           | Neil Oberman           | 20 244 | 40,47 | 15,97 |       |
|                        | NPD                    | Adam Frank             | 2 353  | 4,70  | 3,68  |       |
|                        | Bloc québécois         | Yegor Komarov          | 1 671  | 3,34  | 0,59  |       |
|                        | Marxiste-léniniste     | Diane Johnston         | 216    | 0,43  | 0,21  |       |
|                        |                        |                        |        |       |       |       |
| Votes valides          | Votes valides          | Votes valides          | 50 028 | 98,57 |       |       |
| Bulletins nuls         | Bulletins nuls         | Bulletins nuls         | 707    | 1,43  |       |       |
| Total                  | Total                  | Total                  | 50 735 | 100   |       |       |
| Abstention             | Abstention             | Abstention             | 26 216 | 34,07 |       |       |
| Inscrits/Participation | Inscrits/Participation | Inscrits/Participation | 76 951 | 65,93 |       |       |

| Parti                  | Parti              | Candidat                | Votes | %   | +/-  | Maj. |
| ---------------------- | ------------------ | ----------------------- | ----- | --- | ---- | ---- |
|                        | Libéral            | Anna Gainey             |       |     |      |      |
|                        | Bloc québécois     | Félix-Antoine Brault    |       |     |      |      |
|                        | Conservateur       | Neil Drabkin            |       |     |      |      |
|                        | NPD                | Malcolm Lewis-Richmond  |       |     |      |      |
|                        | Vert               | Arnold Downey           |       |     |      |      |
|                        | Parti populaire    | Marc Perez              |       |     |      |      |
|                        | Rhinocéros         | Stephen Hensley         |       |     | Abs. |      |
|                        | Marxiste-léniniste | Rachel Hoffman          |       |     |      |      |
|                        | Indépendant        | Alex Trainman Mantagano |       |     | -    |      |
|                        |                    |                         |       |     |      |      |
| Votes valides          |                    |                         |       |     |      |      |
| Bulletins nuls         |                    |                         |       |     |      |      |
| Total                  | Total              | Total                   |       | 100 |      |      |
| Abstention             |                    |                         |       |     |      |      |
| Inscrits/Participation |                    |                         |       |     |      |      |

| Parti                  | Parti          | Candidat           | Votes | %   | +/- | Maj. |
| ---------------------- | -------------- | ------------------ | ----- | --- | --- | ---- |
|                        | Libéral        | Rachel Bendayan    |       |     |     |      |
|                        | Bloc québécois | Rémi Lebeuf        |       |     |     |      |
|                        | Conservateur   | Ronan Reich        |       |     |     |      |
|                        | NPD            | Ève Péclet         |       |     |     |      |
|                        | Vert           | Jonathan Pedneault |       |     |     |      |
|                        |                |                    |       |     |     |      |
| Votes valides          |                |                    |       |     |     |      |
| Bulletins nuls         |                |                    |       |     |     |      |
| Total                  | Total          | Total              |       | 100 |     |      |
| Abstention             |                |                    |       |     |     |      |
| Inscrits/Participation |                |                    |       |     |     |      |

| Parti                  | Parti               | Candidat              | Votes | %   | +/- | Maj. |
| ---------------------- | ------------------- | --------------------- | ----- | --- | --- | ---- |
|                        | Libéral             | Sameer Zuberi         |       |     |     |      |
|                        | Bloc québécois      | Katrina Archambault   |       |     |     |      |
|                        | Conservateur        | Tanya Toledano        |       |     |     |      |
|                        | NPD                 | Kakou Richard Kouassi |       |     |     |      |
|                        | Parti populaire     | Gordon Nash           |       |     |     |      |
|                        | Indépendant         | Shahid Khan           |       |     | -   |      |
|                        | Aucune appartenance | Eyad Mobayed          |       |     | -   |      |
|                        |                     |                       |       |     |     |      |
| Votes valides          |                     |                       |       |     |     |      |
| Bulletins nuls         |                     |                       |       |     |     |      |
| Total                  | Total               | Total                 |       | 100 |     |      |
| Abstention             |                     |                       |       |     |     |      |
| Inscrits/Participation |                     |                       |       |     |     |      |

| Parti                  | Parti              | Candidat                | Votes | %   | +/-  | Maj. |
| ---------------------- | ------------------ | ----------------------- | ----- | --- | ---- | ---- |
|                        | Libéral            | Emmanuella Lambropoulos |       |     |      |      |
|                        | Bloc québécois     | Marielle Gendron        |       |     |      |      |
|                        | Conservateur       | Richard Serour          |       |     |      |      |
|                        | NPD                | Ryan Byrne              |       |     |      |      |
|                        | Vert               | Richard Chambers        |       |     | Abs. |      |
|                        | Parti populaire    | Manon Chevalier         |       |     |      |      |
|                        | Marxiste-léniniste | Fernand Deschamps       |       |     |      |      |
|                        |                    |                         |       |     |      |      |
| Votes valides          |                    |                         |       |     |      |      |
| Bulletins nuls         |                    |                         |       |     |      |      |
| Total                  | Total              | Total                   |       | 100 |      |      |
| Abstention             |                    |                         |       |     |      |      |
| Inscrits/Participation |                    |                         |       |     |      |      |

| Parti                  | Parti          | Candidat            | Votes | %   | +/-  | Maj. |
| ---------------------- | -------------- | ------------------- | ----- | --- | ---- | ---- |
|                        | Libéral        | Marc Miller         |       |     |      |      |
|                        | Bloc québécois | Kevin Majaducon     |       |     |      |      |
|                        | Conservateur   | Steve Shanahan      |       |     |      |      |
|                        | NPD            | Suzanne Dufresne    |       |     |      |      |
|                        | Vert           | Nathe Perrone       |       |     |      |      |
|                        | Rhinocéros     | Giovanni Di Placido |       |     | Abs. |      |
|                        |                |                     |       |     |      |      |
| Votes valides          |                |                     |       |     |      |      |
| Bulletins nuls         |                |                     |       |     |      |      |
| Total                  | Total          | Total               |       | 100 |      |      |
| Abstention             |                |                     |       |     |      |      |
| Inscrits/Participation |                |                     |       |     |      |      |

| Parti                  | Parti              | Voix | %   | +/-  | Sièges | +/-           |
| ---------------------- | ------------------ | ---- | --- | ---- | ------ | ------------- |
|                        | Libéral            |      |     |      |        |               |
|                        | Bloc québécois     |      |     |      |        |               |
|                        | Conservateur       |      |     |      |        |               |
|                        | NPD                |      |     |      |        |               |
|                        | Vert               |      |     |      |        |               |
|                        | Parti populaire    |      |     |      |        |               |
|                        | Marxiste-léniniste |      |     |      |        |               |
|                        | Communiste         |      |     |      |        |               |
|                        | Rhinocéros         |      |     | Abs. |        |               |
|                        | Centriste          |      |     | Nv.  |        |               |
|                        | Indépendant        |      |     |      |        |               |
|                        |                    |      |     |      |        |               |
| Suffrages exprimés     |                    |      |     |      |        |               |
| Votes blancs et nuls   |                    |      |     |      |        |               |
| Total                  | Total              |      | 100 | -    | 9      | en stagnation |
| Abstention             |                    |      |     |      |        |               |
| Inscrits/Participation |                    |      |     |      |        |               |

### Outaouais
| Parti                  | Parti           | Candidat              | Votes | %   | +/-  | Maj. |
| ---------------------- | --------------- | --------------------- | ----- | --- | ---- | ---- |
|                        | Libéral         | Stéphane Lauzon       |       |     |      |      |
|                        | Bloc québécois  | Martin Héroux         |       |     |      |      |
|                        | Conservateur    | Martin Charron        |       |     |      |      |
|                        | NPD             | Michel Welt           |       |     |      |      |
|                        | Vert            | Bertha Fuchsian-Small |       |     | Abs. |      |
|                        | Parti populaire | Lindsey Therrien      |       |     |      |      |
|                        |                 |                       |       |     |      |      |
| Votes valides          |                 |                       |       |     |      |      |
| Bulletins nuls         |                 |                       |       |     |      |      |
| Total                  | Total           | Total                 |       | 100 |      |      |
| Abstention             |                 |                       |       |     |      |      |
| Inscrits/Participation |                 |                       |       |     |      |      |

| Parti                  | Parti              | Candidat           | Votes | %   | +/- | Maj. |
| ---------------------- | ------------------ | ------------------ | ----- | --- | --- | ---- |
|                        | Libéral            | Steven MacKinnon   |       |     |     |      |
|                        | Bloc québécois     | Richard Nadeau     |       |     |     |      |
|                        | Conservateur       | Kethlande Pierre   |       |     |     |      |
|                        | NPD                | Daniel Simoncic    |       |     |     |      |
|                        | Parti populaire    | Mathieu Saint-Jean |       |     |     |      |
|                        | Marxiste-léniniste | Pierre Soublière   |       |     |     |      |
|                        |                    |                    |       |     |     |      |
| Votes valides          |                    |                    |       |     |     |      |
| Bulletins nuls         |                    |                    |       |     |     |      |
| Total                  | Total              | Total              |       | 100 |     |      |
| Abstention             |                    |                    |       |     |     |      |
| Inscrits/Participation |                    |                    |       |     |     |      |

| Parti                  | Parti              | Candidat                | Votes | %   | +/-  | Maj. |
| ---------------------- | ------------------ | ----------------------- | ----- | --- | ---- | ---- |
|                        | Libéral            | Greg Fergus             |       |     |      |      |
|                        | Bloc québécois     | Alice Grondin           |       |     |      |      |
|                        | Conservateur       | Jill Declare            |       |     |      |      |
|                        | NPD                | Pascale Matecki         |       |     |      |      |
|                        | Vert               | Frédéric Morin-Paquette |       |     |      |      |
|                        | Parti populaire    | Jean-Jacques Desgranges |       |     |      |      |
|                        | Marxiste-léniniste | Alexandre Deschênes     |       |     | Abs. |      |
|                        |                    |                         |       |     |      |      |
| Votes valides          |                    |                         |       |     |      |      |
| Bulletins nuls         |                    |                         |       |     |      |      |
| Total                  | Total              | Total                   |       | 100 |      |      |
| Abstention             |                    |                         |       |     |      |      |
| Inscrits/Participation |                    |                         |       |     |      |      |

| Parti                  | Parti           | Candidat             | Votes | %   | +/- | Maj. |
| ---------------------- | --------------- | -------------------- | ----- | --- | --- | ---- |
|                        | Libéral         | Sophie Chatel        |       |     |     |      |
|                        | Bloc québécois  | Suzanne Proulx       |       |     |     |      |
|                        | Conservateur    | Brian Nolan          |       |     |     |      |
|                        | NPD             | Gilbert W. Whiteduck |       |     |     |      |
|                        | Vert            | Claude Bertrand      |       |     |     |      |
|                        | Parti populaire | Todd Hoffman         |       |     |     |      |
|                        |                 |                      |       |     |     |      |
| Votes valides          |                 |                      |       |     |     |      |
| Bulletins nuls         |                 |                      |       |     |     |      |
| Total                  | Total           | Total                |       | 100 |     |      |
| Abstention             |                 |                      |       |     |     |      |
| Inscrits/Participation |                 |                      |       |     |     |      |

### Saguenay–Lac-Saint-Jean

#### Chicoutimi—Le Fjord
| Parti                  | Parti           | Candidat          | Votes | %   | +/- | Maj. |
| ---------------------- | --------------- | ----------------- | ----- | --- | --- | ---- |
|                        | Libéral         | Stéphane Proulx   |       |     |     |      |
|                        | Bloc québécois  | Marc St-Hilaire   |       |     |     |      |
|                        | Conservateur    | Richard Martel    |       |     |     |      |
|                        | NPD             | Raphaël Émond     |       |     |     |      |
|                        | Vert            | Yves Laporte      |       |     |     |      |
|                        | Parti populaire | François Sabourin |       |     |     |      |
|                        |                 |                   |       |     |     |      |
| Votes valides          |                 |                   |       |     |     |      |
| Bulletins nuls         |                 |                   |       |     |     |      |
| Total                  | Total           | Total             |       | 100 |     |      |
| Abstention             |                 |                   |       |     |     |      |
| Inscrits/Participation |                 |                   |       |     |     |      |

#### Jonquière
| Parti                  | Parti           | Candidat           | Votes | %   | +/-  | Maj. |
| ---------------------- | --------------- | ------------------ | ----- | --- | ---- | ---- |
|                        | Libéral         | William Van Tassel |       |     |      |      |
|                        | Bloc québécois  | Mario Simard       |       |     |      |      |
|                        | Conservateur    | Fanny Boulanger    |       |     |      |      |
|                        | NPD             | Lise Garon         |       |     |      |      |
|                        | Vert            | Marie-Josée Yelle  |       |     |      |      |
|                        | Parti populaire | Patrick Gaudreault |       |     | Abs. |      |
|                        |                 |                    |       |     |      |      |
| Votes valides          |                 |                    |       |     |      |      |
| Bulletins nuls         |                 |                    |       |     |      |      |
| Total                  | Total           | Total              |       | 100 |      |      |
| Abstention             |                 |                    |       |     |      |      |
| Inscrits/Participation |                 |                    |       |     |      |      |

#### Lac-Saint-Jean
| Parti                  | Parti           | Candidat                | Votes | %   | +/-  | Maj. |
| ---------------------- | --------------- | ----------------------- | ----- | --- | ---- | ---- |
|                        | Libéral         | Denis Lemieux           |       |     |      |      |
|                        | Bloc québécois  | Alexis Brunelle-Duceppe |       |     |      |      |
|                        | Conservateur    | Dave Blackburn          |       |     |      |      |
|                        | NPD             | Hugues Boily-Maltais    |       |     |      |      |
|                        | Parti populaire | Lorie Bouchard          |       |     | Abs. |      |
|                        |                 |                         |       |     |      |      |
| Votes valides          |                 |                         |       |     |      |      |
| Bulletins nuls         |                 |                         |       |     |      |      |
| Total                  | Total           | Total                   |       | 100 |      |      |
| Abstention             |                 |                         |       |     |      |      |
| Inscrits/Participation |                 |                         |       |     |      |      |